# Shinkansen

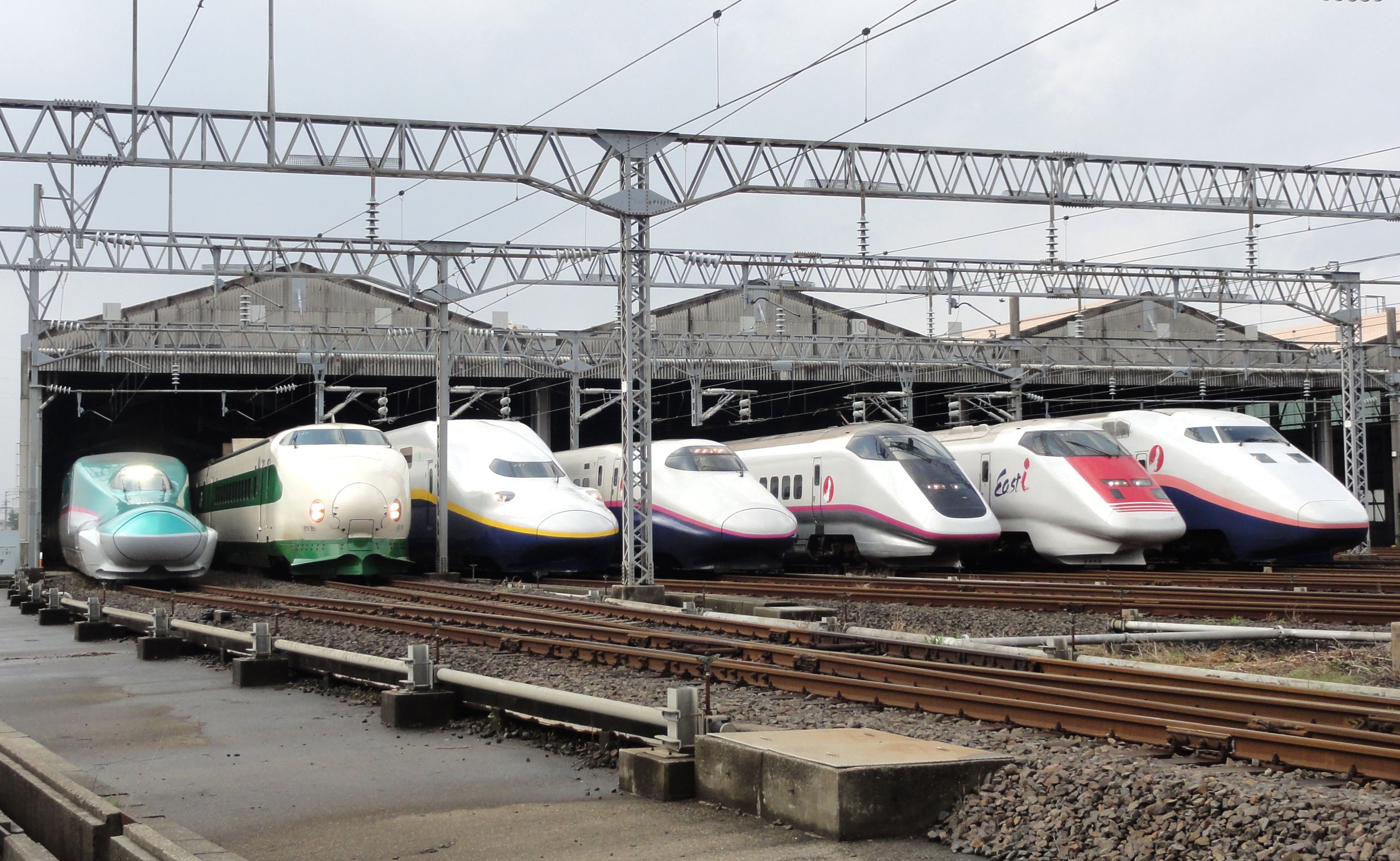
Rames Shinkansen dans l'Est du Japon.

Le Shinkansen (新幹線) est le système de train à grande vitesse en service au Japon. Ce nom désigne aussi bien les trains que l'infrastructure. L'utilisation d'un ensemble de lignes réservées et les techniques employées ont fait du Shinkansen un précurseur, et du Japon le pionnier de la grande vitesse ferroviaire, lors de sa mise en service en 1964. Les rames du Shinkansen sont aujourd'hui mondialement reconnues pour leur confort, leur fiabilité et leur sécurité, ainsi que pour leur gestion des plus rigoureuses (ponctualité, propreté, prestations de services),,.
Le succès commercial (le cap des 100 millions de passagers est franchi en moins de trois ans) a poussé à rapidement développer le réseau de lignes Shinkansen, qui de nos jours relie les plus grandes villes des îles de Honshū et Kyūshū. La vitesse maximale a également connu une augmentation en passant de 210 km/h à 320 km/h (rames Hayabusa).

## Dénomination
L'expression shinkansen signifie littéralement « nouvelle ligne principale » ( 新 : nouveau ; 幹 : tronc, principal ; 線 : ligne). Les trains circulant sur les lignes Shinkansen sont officiellement appelés Super Express. Toutefois, l'usage a retenu Shinkansen pour désigner à la fois les trains et les lignes.
L'expression anglaise Bullet Train, utilisée uniquement par les anglophones, est une traduction de l'expression japonaise dangan ressha (弾丸列車), qui était le nom du projet initial quand il fut mis à l'étude dans les années 1940.
Le préfixe shin (新) signifie « nouveau » en japonais. Sa présence dans des noms de gares (par exemple la gare de Shin-Osaka) n'est donc pas directement un rappel du nom shinkansen, mais simplement la conséquence de la nécessité de nouvelles gares, notamment pour des raisons techniques : le Shinkansen utilise une largeur de voie différente de celle du reste du réseau japonais.
Au début de leur exploitation, ces trains étaient aussi connus en occident sous la dénomination Tōkaidō, du nom de la première ligne exploitée, la ligne Shinkansen Tōkaidō.

## Histoire
Le Japon fut le premier pays à se doter de voies réservées aux trains à grande vitesse à l'écartement standard de 1 435 mm. En effet, le réseau japonais est à l'écartement d'origine britannique de 3 pieds 6 pouces (écartement de 1 067 mm) dit « Cape Gauge » (écartement du Cap, car utilisé en particulier dans les colonies britanniques d'Afrique du Sud). Cet écartement est très adapté au caractère généralement montagneux du pays. Il permet d'utiliser des rayons de courbure plus petits et de réduire ainsi les coûts d'infrastructure même en terrain difficile mais il en résulte des lignes très sinueuses pour contourner les obstacles du relief, ce qui interdit d'augmenter la vitesse de circulation.
Plus encore que pour les anciennes lignes, celles du Shinkansen ont occasionné la construction de multiples ouvrages d'art, à l'image des tunnels et des viaducs de longueurs parfois très importantes pour certains d'entre eux, et cela afin de franchir les obstacles tout en limitant les courbes à des rayons de 2 500 m et les pentes à 1 %.
Le premier tronçon du Shinkansen, sur le Tōkaidō entre Tokyo et Shin-Osaka, se base sur les études de 1938 et notamment le projet de « bullet train » abandonné en 1943. Il réutilise une partie des terrains acquis à l'occasion et des tunnels partiellement construits.
La construction démarra en 1959, puis la première ligne fut inaugurée le 1er octobre 1964, à l'occasion des Jeux olympiques de Tōkyō. À cette occasion, des médailles ont été gravées et offertes à plusieurs personnes. Le Shinkansen alla jusqu’à 256 km/h, mais n’a pas décroché de record du monde. Ce record avait été établi à 331 km/h par les locomotives BB 9004 et CC 7107 de la SNCF, depuis le 29 mars 1955.
La ligne remporta un succès immédiat, le cap des cent millions de voyageurs fut franchi en moins de trois ans, précisément le 13 juillet 1967, et le milliard en moins de 12 ans (1976). Après 40 ans de service (4 octobre 2004), le nombre de voyageurs s'est élevé à 4,2 milliards.

### Des vitesses croissantes
Les premières rames électriques du Shinkansen (série 0) circulaient à une vitesse de pointe de 210 km/h, puis de 220 km/h. Les dernières rames 0, avec leur nez profilé typique (ressemblant fortement au nez de l'avion DC8), ont été retirées du service fin 2008. Des milliers de personnes ont fait le déplacement pour assister au dernier voyage d'une de ces rames le dernier jour de leur utilisation commerciale.
De nombreux autres types de trains furent construits par la suite, chacun se distinguant par une forme et une livrée particulières, ainsi que par des performances en évolution, sans nécessairement que la vitesse de pointe de chaque nouvelle série surpasse celle des séries précédentes. Avec l'ouverture de nouvelles lignes et l'introduction de nouvelles séries de rames, les vitesses pratiquées se sont élevées progressivement :
- sur la ligne Shinkansen Sanyō, les trains des séries 500 et N700 circulent à la vitesse de 300 km/h ;
- sur la ligne Shinkansen Tōhoku, les trains de la nouvelle série E5 (hayabusa) circulent à 320 km/h depuis mars 2013 (vitesse maximale sur certains tronçons, en particulier vers le nord de la ligne, vers Aomori) ;
- sur la ligne Shinkansen Hokkaidō (en chantier jusqu'à Sapporo) : 360 km/h en 2031 ;
- sur les autres lignes, les vitesses de croisière s'échelonnent de 240  à   275 km/h.

## Exploitation
Conçues à l'origine pour acheminer des voyageurs et des marchandises de jour et de nuit, les lignes du Shinkansen ne transportent finalement que des voyageurs et le réseau est fermé de minuit à 6 h du matin pour laisser place à la maintenance. Le service nocturne est assuré par quelques trains de nuit sur le réseau normal à voie métrique.
À la différence du réseau TGV de la SNCF, les Shinkansen, du fait de la différence d'écartement des rails du réseau historique, sont prisonniers des lignes nouvelles. Cela a d'ailleurs nécessité de très lourdes infrastructures supplémentaires par rapport à la grande vitesse ferroviaire française, allemande, belge et autres : viaducs pour l'insertion urbaine, nouveaux quais, nouvelles gares en pleine ville…
Outre l'intensité de son trafic, le Shinkansen se distingue par :
- l'espace offert aux voyageurs, avec une largeur intérieure de 3,21 m, l'orientation des fauteuils dans le sens de la marche par pivotement automatique au terminus des trajets (orientation modifiable manuellement à la convenance du voyageur) et, quelle que soit la classe, un grand confort (espace pour les jambes, commodités, etc.) ;
- sa grande ponctualité : en 2003, le retard moyen à l'arrivée, par rapport à l'horaire, se chiffrait à 0,1 minute soit 6 secondes. Cette moyenne inclut toutes les causes de défaillances techniques, mécaniques ou humaines, sur un ensemble de 160 000 personnes sur le réseau. Le précédent record, qui datait de 1997, était de 0,3 minute soit 18 secondes. Cette grande ponctualité est une des conséquences positives des Shinkansen qui parcourent des voies qui leur sont réservées ; ils n'ont pas à subir les aléas du trafic d'une ligne classique (passages à niveau, accidents, conséquences de retard, etc.).

### Sécurité

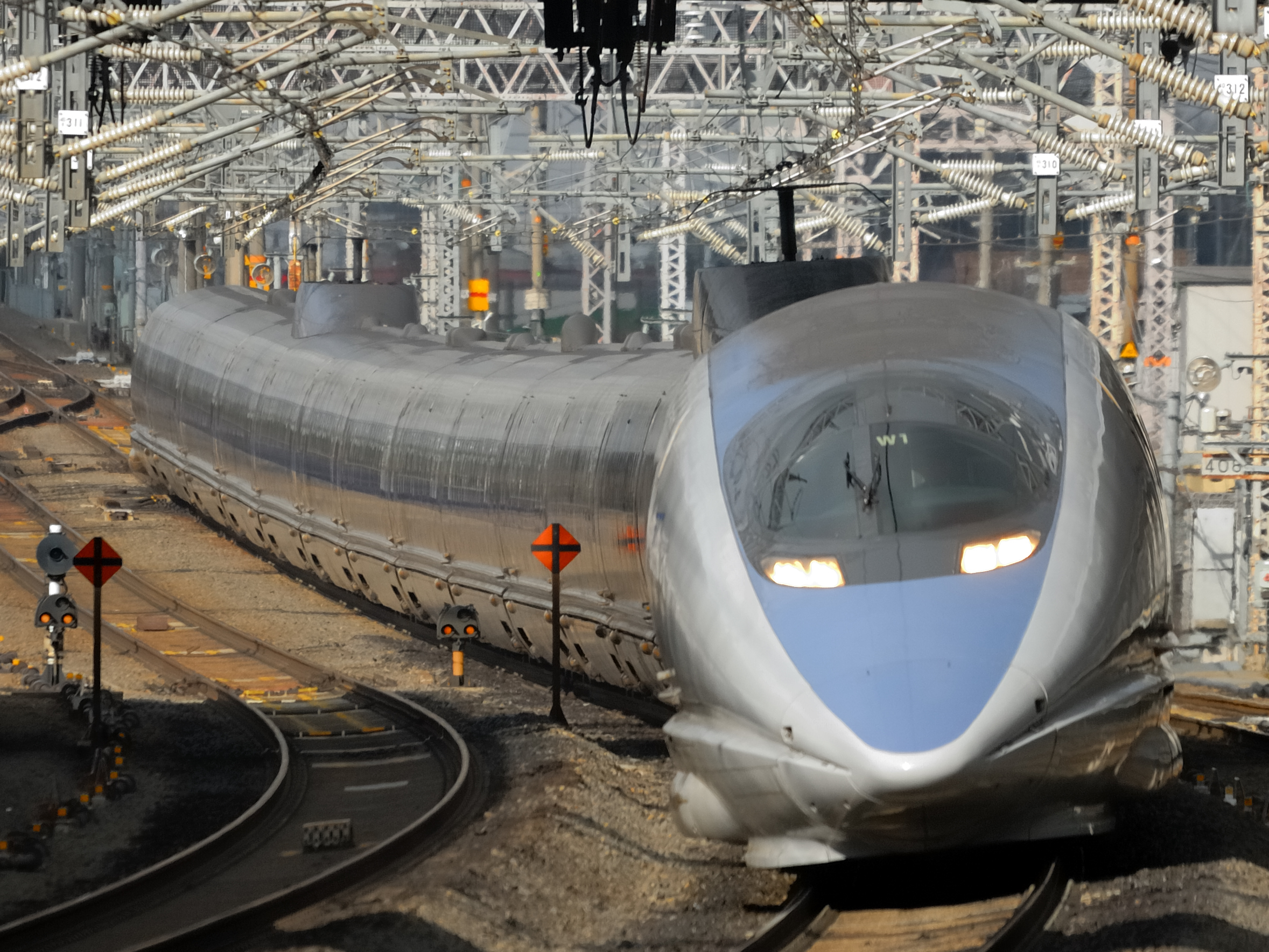
Shinkansen série 500.

En plus de 50 ans d'histoire, le Shinkansen a transporté plus de 5,6 milliards de voyageurs sans aucun accident majeur.

#### Risques sismiques
Le séisme du 23 octobre 2004 a provoqué le déraillement assez spectaculaire mais sans victime, d'un Shinkansen 200 qui effectuait le service Tokyo 231, circulant à 200 km/h sur la ligne Tokyo-Niigata, entre les gares de Echigoyuzawa et Nagaoka.
C'était la première fois qu'un déraillement se produisait sur le réseau Shinkansen depuis son ouverture en 1964. Les lignes Shinkansen sont en effet reliées à des sismographes détectant les moindres mouvements du sol et déclenchant un freinage d'urgence du matériel roulant en cas de tremblement de terre. Dans ce dernier cas, le délai de réaction (plus précisément, le délai nécessaire à l'arrêt total de la rame après détection de ce séisme) n'a pu empêcher le déraillement modéré du Shinkansen, la ligne passant trop près de l'épicentre des ondes sismiques.
À la suite du tremblement de terre et du tsunami du 11 mars 2011, l'ensemble des lignes Shinkansen de la compagnie ferroviaire JR East sont suspendues (vérification des ouvrages d'arts et divers travaux comme à la gare de Sendai, manque - temporaire - d'énergie électrique dû à l'arrêt de 4 centrales nucléaires). Finalement, le trafic reprend successivement sur 4 lignes au départ mais une interruption temporaire du service se produit à nouveau avec la réplique de 7,4 sur l'échelle de Richter du 7 avril 2011 sur ces mêmes lignes. Pour finir, l'ensemble des lignes Shinkansen de la compagnie ferroviaire JR East reprennent du service le 29 avril 2011 (horaires adaptés puis cadencement habituel). Il n'y a pas eu de déraillement de Shinkansen lors de ce tremblement de terre et de ses nombreuses répliques successives.
Un séisme important dans le Sud-Ouest du Japon près de Kumamoto le 14 avril 2016 au soir provoque le déraillement partiel d'un Shinkansen sans passagers à son bord. De nombreuses et fortes répliques nécessitent la suspension temporaire du service Shinkansen dans le secteur ; le fonctionnement habituel de celui-ci est rétabli le 27 avril 2016.
Un intense séisme survenu le 16 mars 2022 provoque l'arrêt d'urgence du service Shinkansen au Nord du Japon (région du Tohoku). Un Shinkansen totalisant 78 personnes à bord (2 rames couplées - E5 + E6 - service Hayabusa) déraille pratiquement intégralement plusieurs kilomètres au nord de la gare de Fukushima près de Shiroishi (interruption totale sur la section comprise entre NasuShiobara et Moriaka). La société JR East annonce que la liaison entre les gares de Kōriyama et de Fukushima a repris le 2 avril 2022. Les trains circulent à une vitesse réduite, jusqu’à 160 kilomètres par heure, soit environ la moitié de la vitesse habituelle. Le réseau Shinkansen (Tohoku) est à nouveau actif sur toutes les lignes mais avec une vitesse toujours réduite sur les sections encore en travaux depuis le jeudi 14 avril 2022 (trajets habituels supérieurs de 30 minutes en moyenne sur les parcours les plus longs) ; depuis, le temps de trajet est revenu à la normale.

## Avenir

### Réduction du bruit
La réduction du bruit est actuellement une priorité des compagnies ferroviaires exploitant le Shinkansen. À cet effet, de nouvelles générations de rames sont à l'étude ou à l'essai. Lors de leur mise en service, les anciennes rames, plus bruyantes, seront déclassées. En raison de la forte densité de population du Japon, la presque totalité des voies du Shinkansen passe en effet en plein milieu des villes, souvent à moins d'une vingtaine de mètres des maisons, les parcours campagnards étant peu nombreux sur le Tōkaidō Shinkansen. Le Sanyō Shinkansen ainsi que le Kyūshū Shinkansen sont plus ruraux mais comportent beaucoup de tunnels. Le Tohoku Shinkansen est, à l'exception notable de la zone proche de Tokyo, moins affecté par la densité de population et les contraintes liées au bruit.

### Augmentation des vitesses
Depuis le 5 mars 2011, soit 3 mois après l'ouverture de l'extension de la ligne Shinkansen Tōhoku entre Hachinohe et Shin-Aomori, la compagnie JR East fait circuler le nouveau service Hayabusa (faucon pèlerin). Il est assuré par les luxueuses rames Shinkansen de la série E5 à 300 km/h. La circulation à 320 km/h est effective depuis fin mars 2013 entre Utsunomiya et Morioka ; cette vitesse permet des trajets de 2 heures et 59 minutes entre Tokyo et Shin-Aomori pour une distance de 675 km contre 3 h 10 auparavant. Il était initialement prévu de faire circuler ces rames issues des prototypes Fastech 360 à 360 km/h, mais ce projet est actuellement limité par le bruit généré à cette vitesse et des distances de freinage trop importantes. Il est également prévu de faire circuler de nouvelles rames à 350 km/h sur la ligne Sanyō. Le prototype "ALFA-X" qui est en test depuis mi-2019 pourra circuler jusqu'à 360 km/h en vitesse commerciale sans les défauts mentionnés ci-dessus.

## Liste des lignes du Shinkansen

### Lignes normales

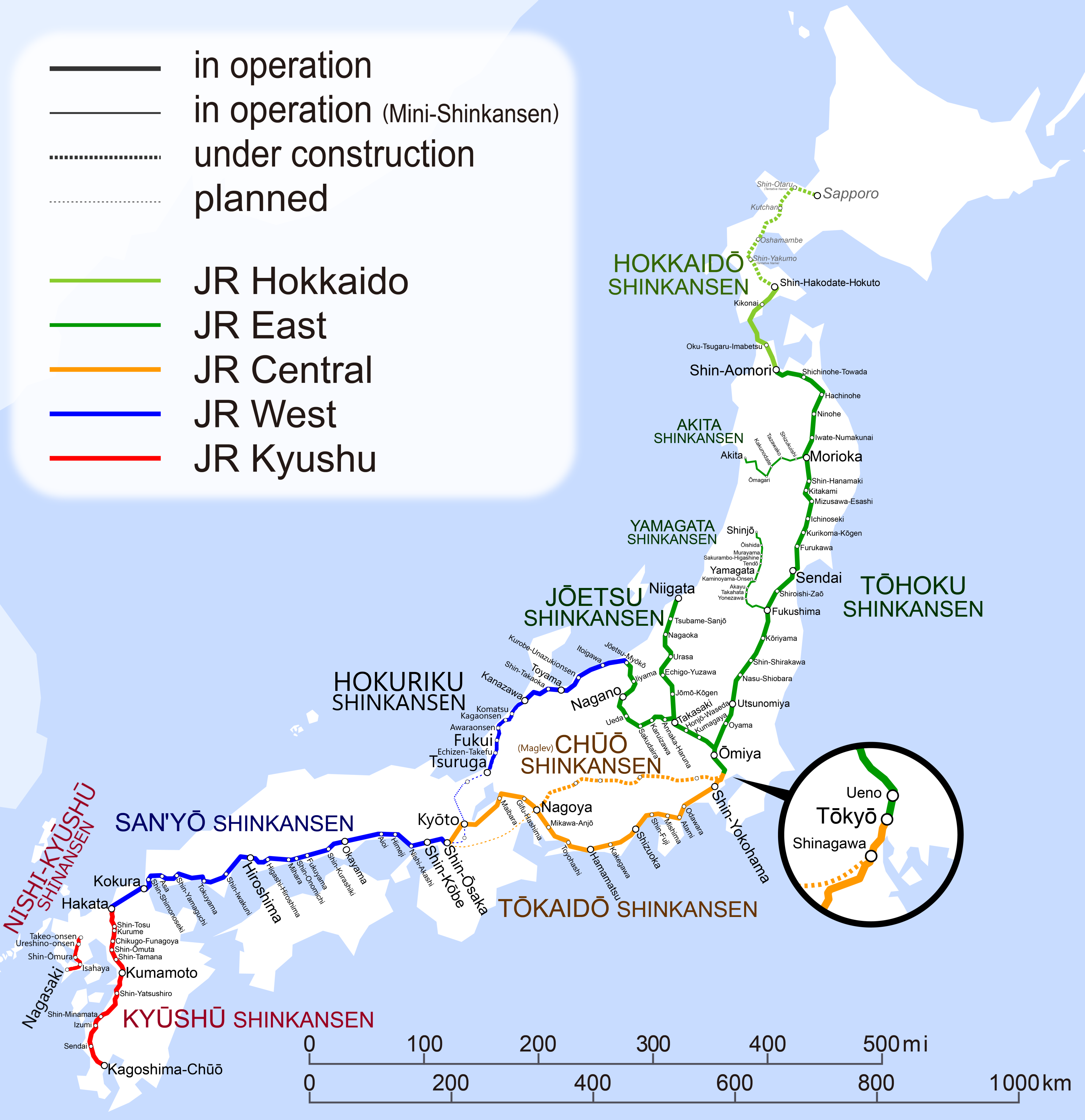
Carte des lignes de Shinkansen (situation : mai 2024).

- Shinkansen Tōkaidō (Tokyo - Shin-Osaka)
- Shinkansen Sanyō (Shin-Osaka - Hakata)
- Shinkansen Tōhoku (Tokyo - Shin-Aomori)
- Shinkansen Jōetsu (Ōmiya - Niigata)
- Shinkansen Hokuriku (Takasaki - Tsuruga)[10]
- Shinkansen Kyūshū (Hakata - Kagoshima-Chūō)
- Shinkansen Hokkaidō (Shin-Aomori - Shin-Hakodate-Hokuto par le tunnel du Seikan)
- Shinkansen Nishi Kyūshū (Takeo-Onsen - Nagasaki).

D'autres lignes à écartement standard sont empruntées par des trains du Shinkansen, mais n'appartiennent pas au réseau Shinkansen en tant que tel :
- la ligne Hakata-Minami (Hakata - Hakata-Minami) : ligne de 8 km pour aller au dépôt de Hakata ;
- la ligne Gala Yuzawa (Echigo-Yuzawa - Gala Yuzawa) : branche de la ligne Jōetsu pour la desserte de la station de sports d'hiver Gala Yuzawa.

### Lignes à gabarit étroit
Deux lignes Shinkansen ont également été construites en convertissant d'anciennes lignes classiques à l'écartement standard. Elles sont appelées « Mini-Shinkansen » car la vitesse limitée (130 km/h maximum) :
- la ligne Shinkansen Yamagata (Fukushima - Shinjō) ;
- la ligne Shinkansen Akita (Morioka - Akita).

### Lignes en construction ou à l'étude
En raison du coût des nouvelles lignes, le réseau Shinkansen projeté dans les années 1960 n'est pas complet, mais les lignes les plus importantes sont achevées ou en cours d'achèvement.
La politique actuelle prévoit la fin des travaux en cours ainsi que le prolongement vers le nord mais certaines branches envisagées ne seront sans doute jamais réalisées sauf évolution économique et / ou démographique favorable. Par exemple la ligne de Shikoku, qui devait emprunter le grand pont de Seto entre Honshū et Shikoku, et la ligne devant desservir l'aéroport international de Narita à Tokyo.
L'extension de la ligne Shinkansen Hokkaidō de Hakodate vers Sapporo est en cours et prévue pour 2031; le chantier est en cours de Oshima-Ono vers Yakumo (dont la construction du tunnel Murayama de 5 265 m : achèvement de celui-ci prévu fin 2022). Plusieurs autres sections sont en chantier sur l'ensemble du tracé jusqu'à Sapporo mais l'ouverture globale de la ligne pourrait être retardée de plusieurs années.
Projets à plus long terme de lignes (situation au 28-02-2025) :
- établir une liaison commerciale de Kanazawa vers Shin-Osaka avec un tracé définitif de la nouvelle section à construire entre Tsuruga et Shin-Osaka (passage par Obama et Kyoto) dont les travaux devraient débuter en 2031 avec une mise en service commerciale espérée en mars 2046[14]. De très nombreux tunnels sont à construire en particulier sur la section allant d'Obama à Kyoto d'où la durée du chantier ;
- Shinkansen Chūō Maglev : une première section est en chantier de la gare de Shinagawa, située au sud de Tokyo (cette gare et ses alentours font l'objet d'une rénovation urbaine très importante commencée depuis 2015 et qui se poursuivra probablement jusqu'en 2027) jusqu'à celle de Nagoya avec une ouverture au delà de 2027[15]. Ultérieurement, la seconde section sera en chantier de Nagoya à Osaka avec une ouverture prévisionnelle en mars 2037 au minimum et ceci, grâce aux aides de fonds publics permettant de gagner 8 ans sur le planning initial de mise en service prévu en 2045.

## Les types de Shinkansen[16]
Tous les Shinkansen sont des rames automotrices électriques fonctionnant sous courant alternatif 20⁄25 kV 50⁄60 Hz. Une rame est constituée au maximum de seize éléments indissociables et motorisés. Un train peut être constitué de plusieurs rames couplées si le train qui est ainsi formé ne dépasse pas la longueur d'une rame de seize voitures soit environ 400 m de long. En pratique, cela correspond majoritairement à un couplage fait avec deux rames.

### Modèles actuels
| Série            | Photo | Construction | Nb construit | Vitesse max | Remarques |
| ---------------- | ----- | ------------ | ------------ | ----------- | --- |
| 500              |       | 1995 - 1998  | 9            | 320         | En service depuis 1997. Les rames comportaient 16 voitures à l'origine et ont été raccourcies à 8 voitures en 2008. |
| 700              |       | 1997 - 2006  | 91           | 285         | En service depuis 1999. Radiations commencées en 2012 et jusqu'à la fin de l'année 2020 pour la majorité des dessertes. |
| 800              |       | 2003 - 2010  | 9            | 260         | En service depuis 2004. |
| N700 N700A N700S |       | 2007 - 2030  | 201          | 300         | Rames à pendulation active et suspension semi-active. En service depuis 2007. Depuis 2013, les nouvelles rames sont au standard N700A (« Advanced ») et les anciennes rames sont progressivement mises à niveau en reprenant une grande partie des améliorations de la série N700A. N700S (S pour suprême) : rame pré-série testée en mars 2018 ; production en série en cours (mise en service commerciale le 1er juillet 2020). Améliorations : aérodynamisme de la rame, système de freinage d'urgence supérieur (séismes, etc.), confort des passagers (prises à tous les sièges pour les mobiles, toilettes utilisables en cas de problème d'énergie de la rame, etc.), diagnostic en temps réel des rames avec des caméras, etc. |
| E2               |       | 1997 - 2010  | 53           | 320         | En service depuis 1997. Les radiations ont commencé en 2013. |
| E3               |       | 1997 - 2009  | 41           | 130 / 275   | Mini-Shinkansen. En service depuis 1997. Radiations commencées en 2013. |
| E5/H5            |       | 2009 - 2021  | 63           | 360         | Rames à pendulation active. 59 rames E5 pour la JR East et 4 rames H5 pour la JR Hokkaido. En service depuis 2011. |
| E6               |       | 2012 - 2014  | 24           | 130 / 360   | Mini-Shinkansen. En service depuis 2013. |
| E7/W7            |       | 2013 - 2021  | 41           | 275         | 30 rames E7 commandées par la JR East, 11 rames W7 commandées par la JR West. En service depuis 2014. |

### Modèles retirés du service
| Série | Photo | Construction | Nb construit  | Vitesse max | Remarques                                                               |
| ----- | ----- | ------------ | ------------- | ----------- | ----------------------------------------------------------------------- |
| 0     |       | 1963 - 1986  | 3 216 caisses | 220         | Le premier modèle de Shinkansen. En service de 1964 à 2008.             |
| 100   |       | 1984 - 1991  | 66            | 230         | En service de 1985 à 2012.                                              |
| 200   |       | 1980 - 1986  | 66            | 240         | En service de 1982 à 2013.                                              |
| 300   |       | 1989 - 1998  | 69            | 270         | En service de 1992 à 2012.                                              |
| 400   |       | 1990 - 1992  | 12            | 240         | Le premier modèle de mini-Shinkansen. En service de 1992 à 2010.        |
| E1    |       | 1994 - 1995  | 6             | 240         | Le premier modèle intégralement à 2 niveaux. En service de 1994 à 2012. |
| E4    |       | 1997 - 2003  | 26            | 240         | Rames à deux niveaux. En service de 1997 à 2021.                        |

### Modèles d'exportation
| Série | Photo | Construction    | Nb construit | Vitesse max | Remarques                                                                         |
| ----- | ----- | --------------- | ------------ | ----------- | --------------------------------------------------------------------------------- |
| 700T  |       | 2004 - en cours | 34           | 300         | Modèle basé sur la série 700 pour Taiwan High Speed Rail. En service depuis 2007. |
| CRH2A |       | 2007 - en cours | 100          | 250         | Modèle basé sur la série E2 pour China Railways. En service depuis 2007.          |
| CRH2C |       | 2007 - en cours | 50           | 350         | Modèle basé sur la série E2 pour China Railways. En service depuis 2008.          |

### Rames prototypes et de mesure
| Série         | Photo | Construction | Nb construit | Vitesse max | Remarques |
| ------------- | ----- | ------------ | ------------ | ----------- | --- |
| WIN350        |       | 1992 - 1996  | 1            | 350         | Prototype. |
| STAR21        |       | 1992 - 1998  | 1            | 425         | Prototype. |
| 300X          |       | 1995 - 2002  | 1            | 443         | Prototype. |
| FASTECH 360   |       | 2005 - 2006  | 2            | 405         | Prototypes préfigurant les E5 et E6, réformés en 2008 et 2009. |
| FGT           |       | 1998 - 2014  | 3            | 300         | Prototypes de Shinkansen à écartement variable (Free Gauge Train) pour circuler à la fois sur les lignes Shinkansen et les lignes classiques. Le prototype de 3e génération a été lancé en avril 2014. |
| ALFA-X        |       | 2019 -       | 1            | 400         | Prototype préfigurant les futurs Shinkansen de la JR East à l'horizon 2030. Série E956. |
| Doctor Yellow |       | 1961 - 2005  | 8            | 270         | Rames de mesure et d’analyse, 3 rames actuellement en service. |

### Galerie photo

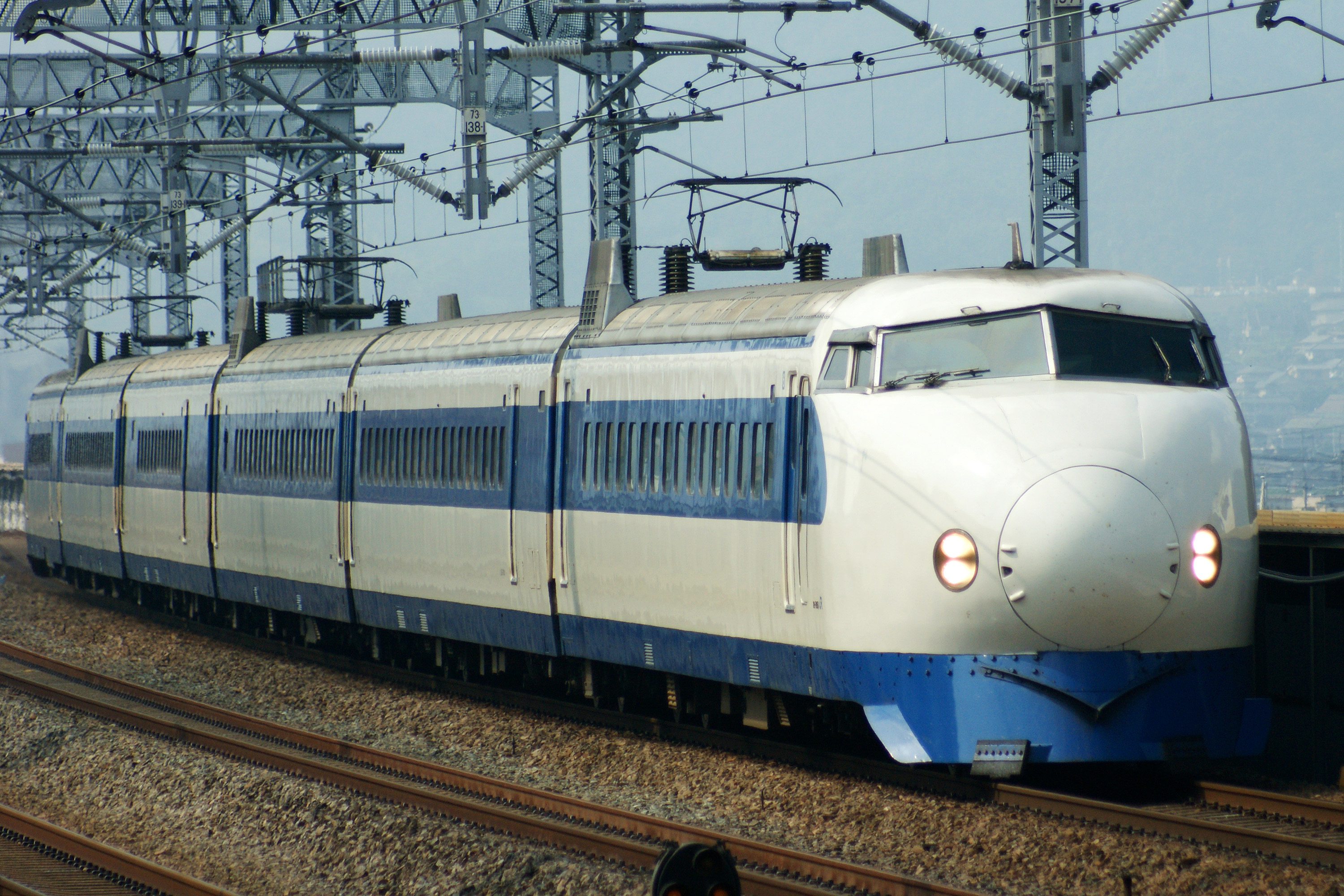
Série 0.
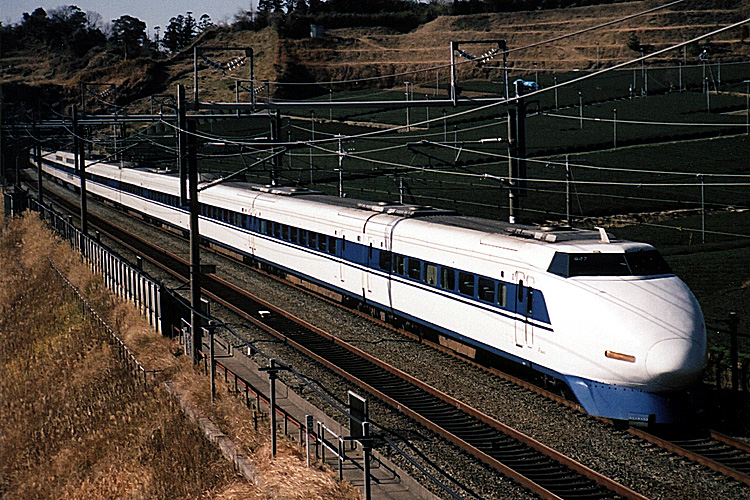
Série 100.
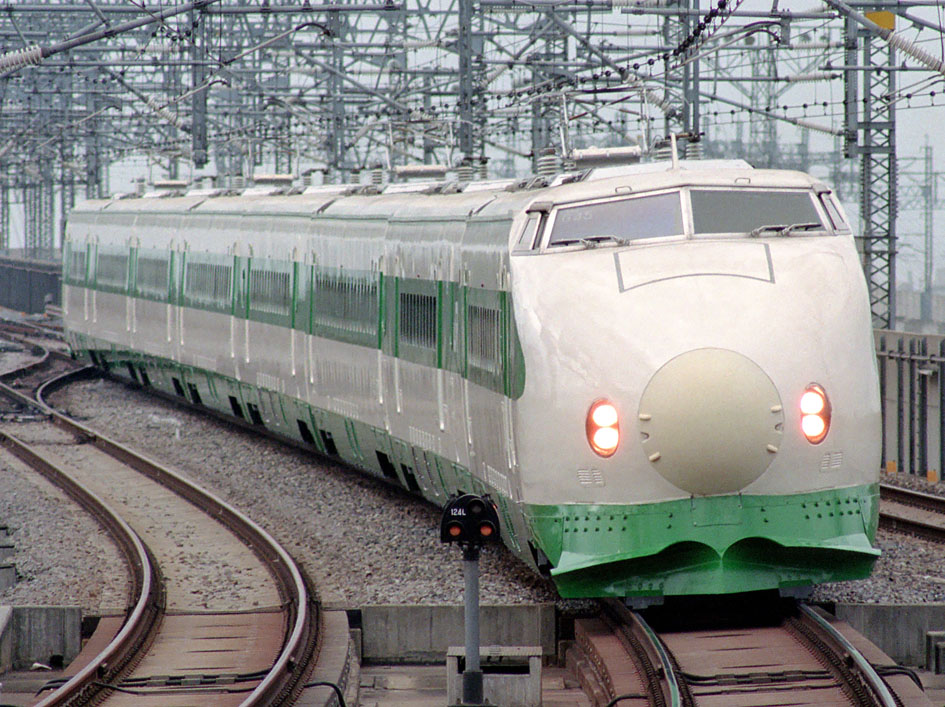
Série 200.
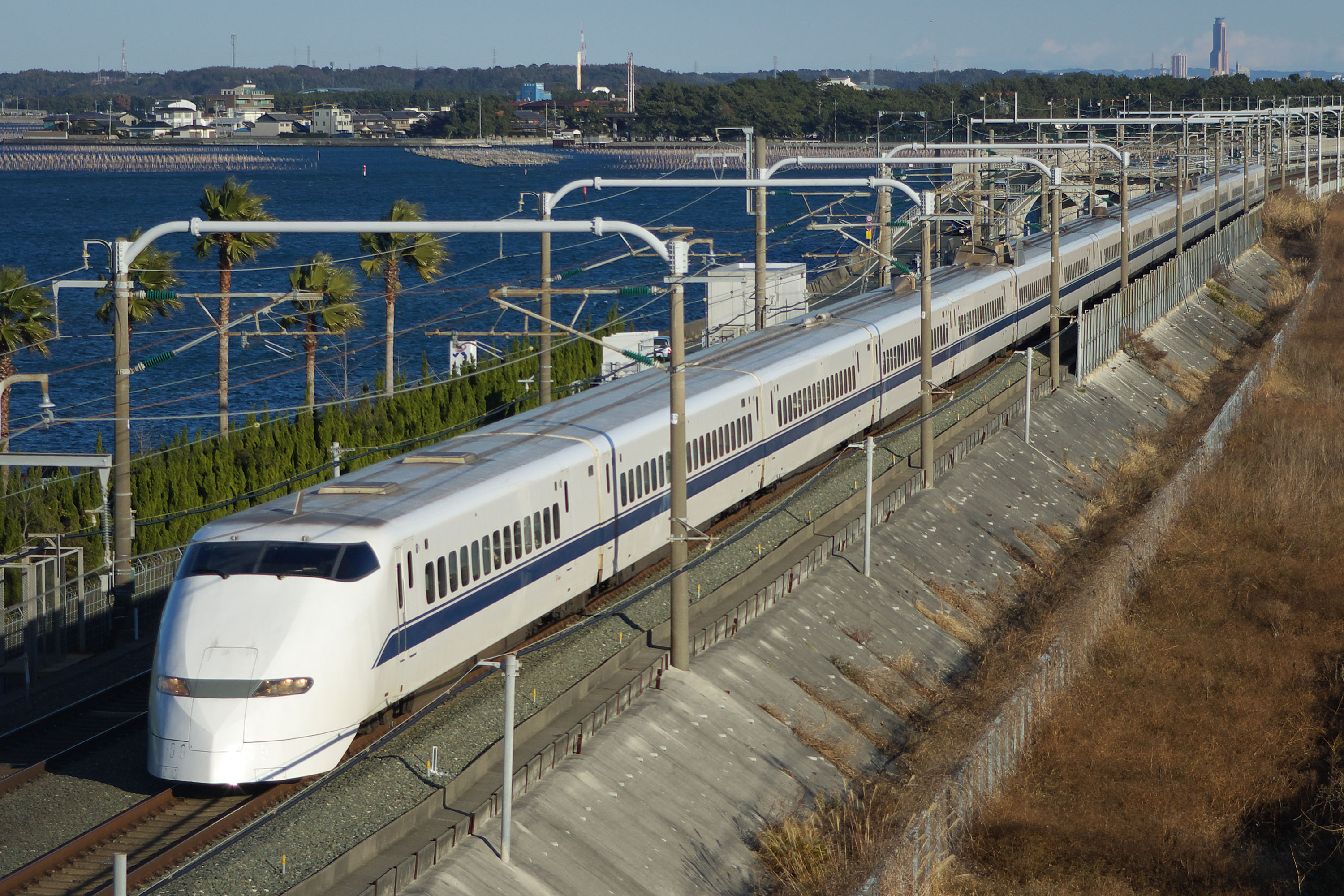
Série 300.
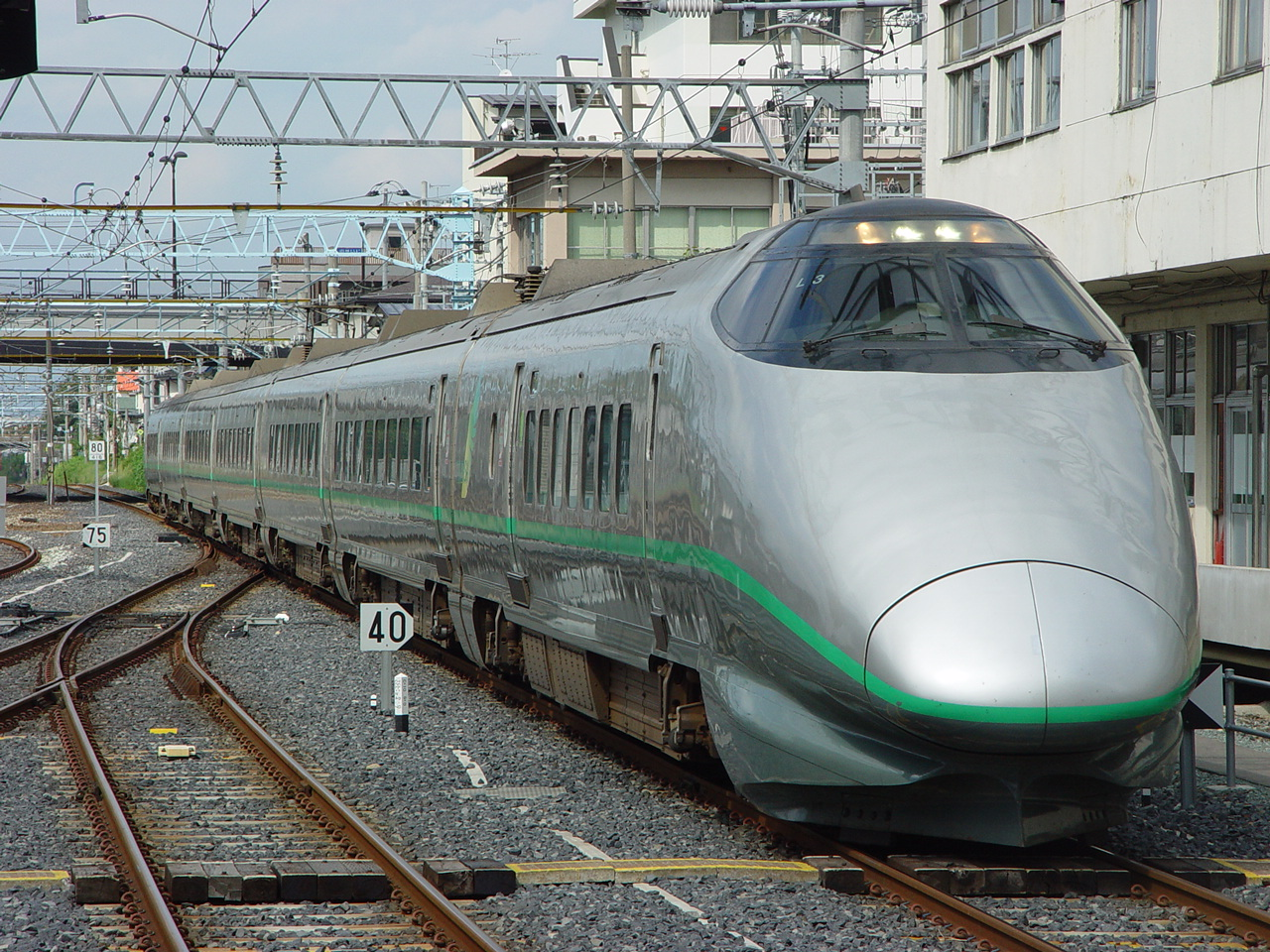
Série 400 (Tsubasa).
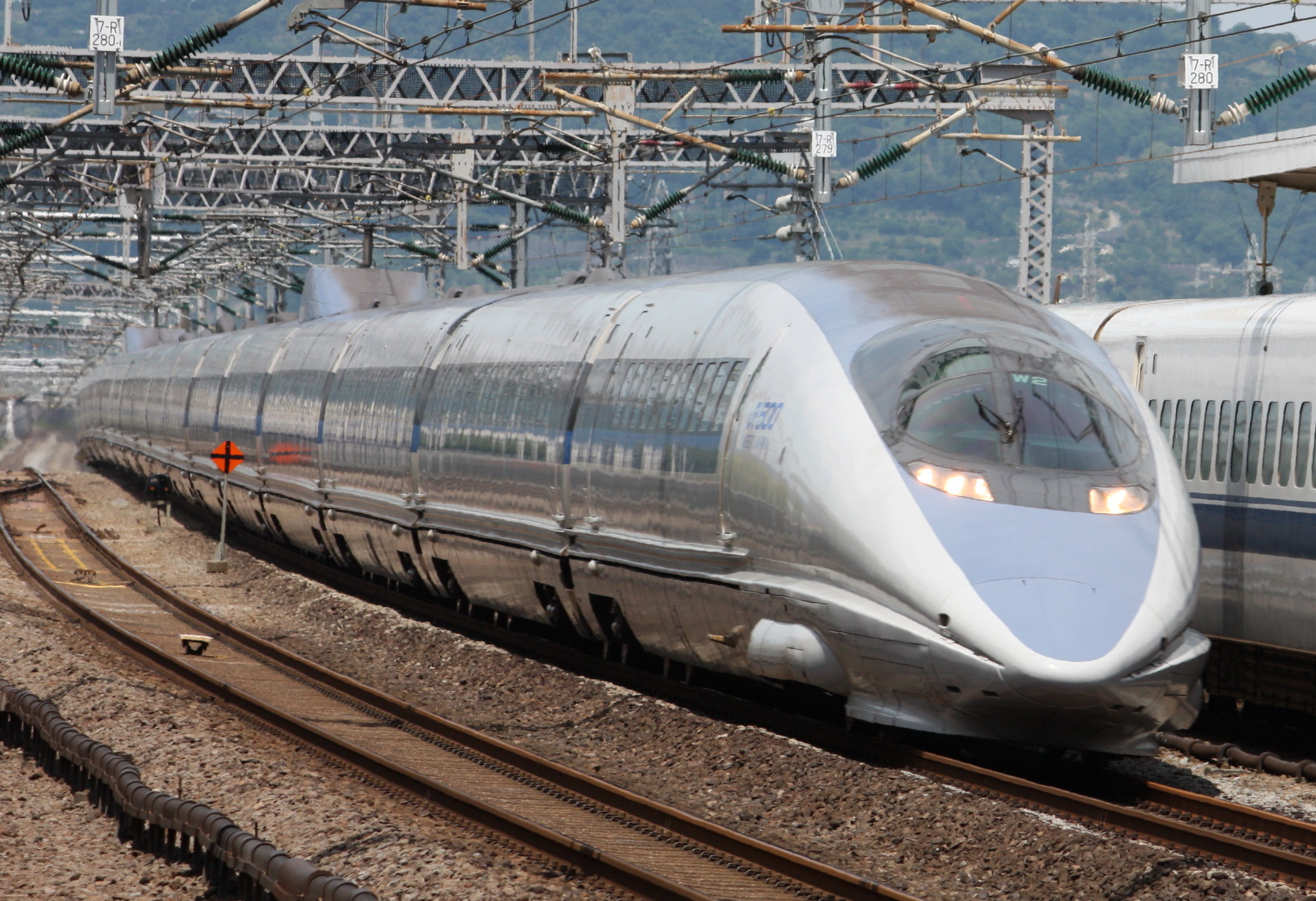
Série 500.
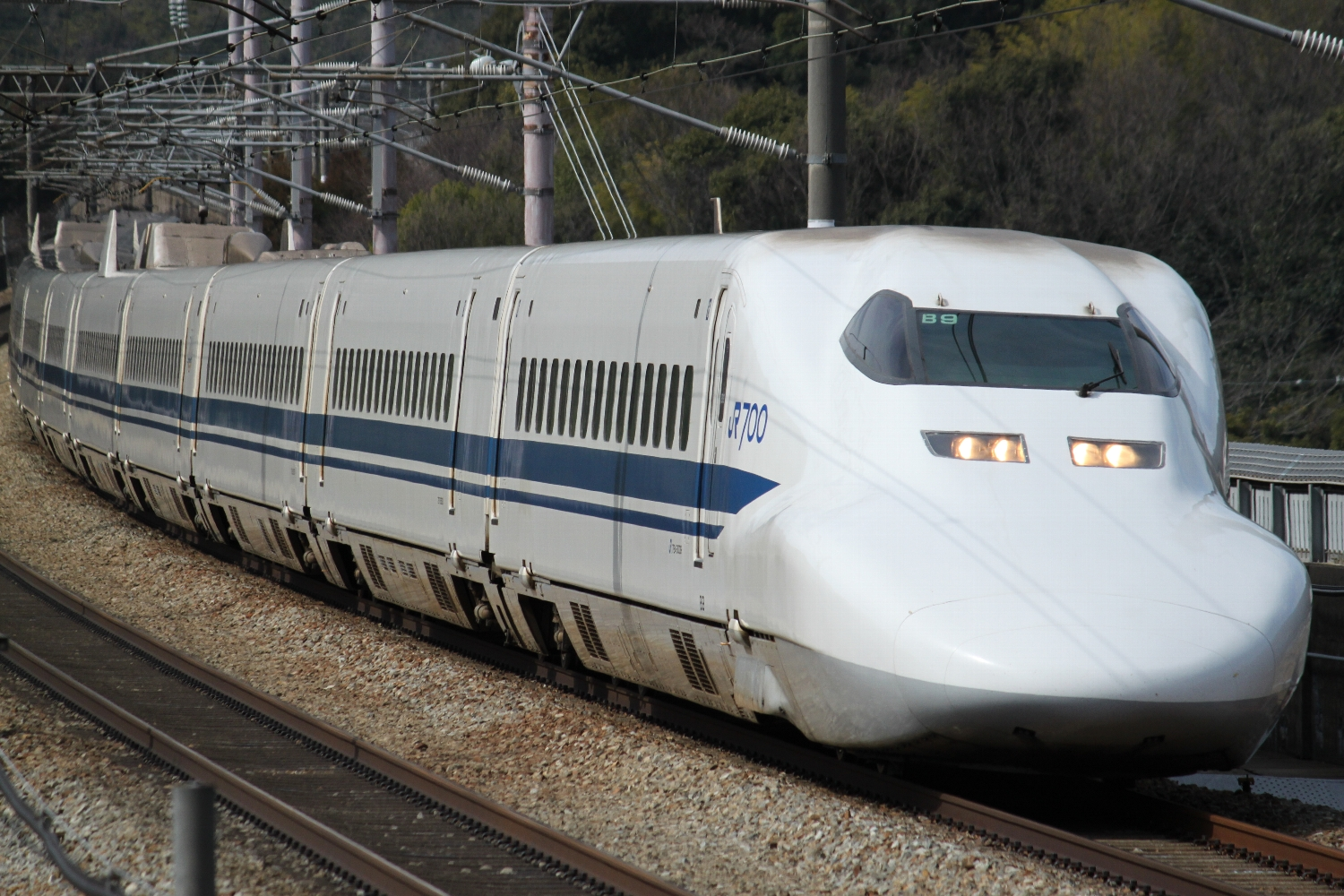
Série 700.
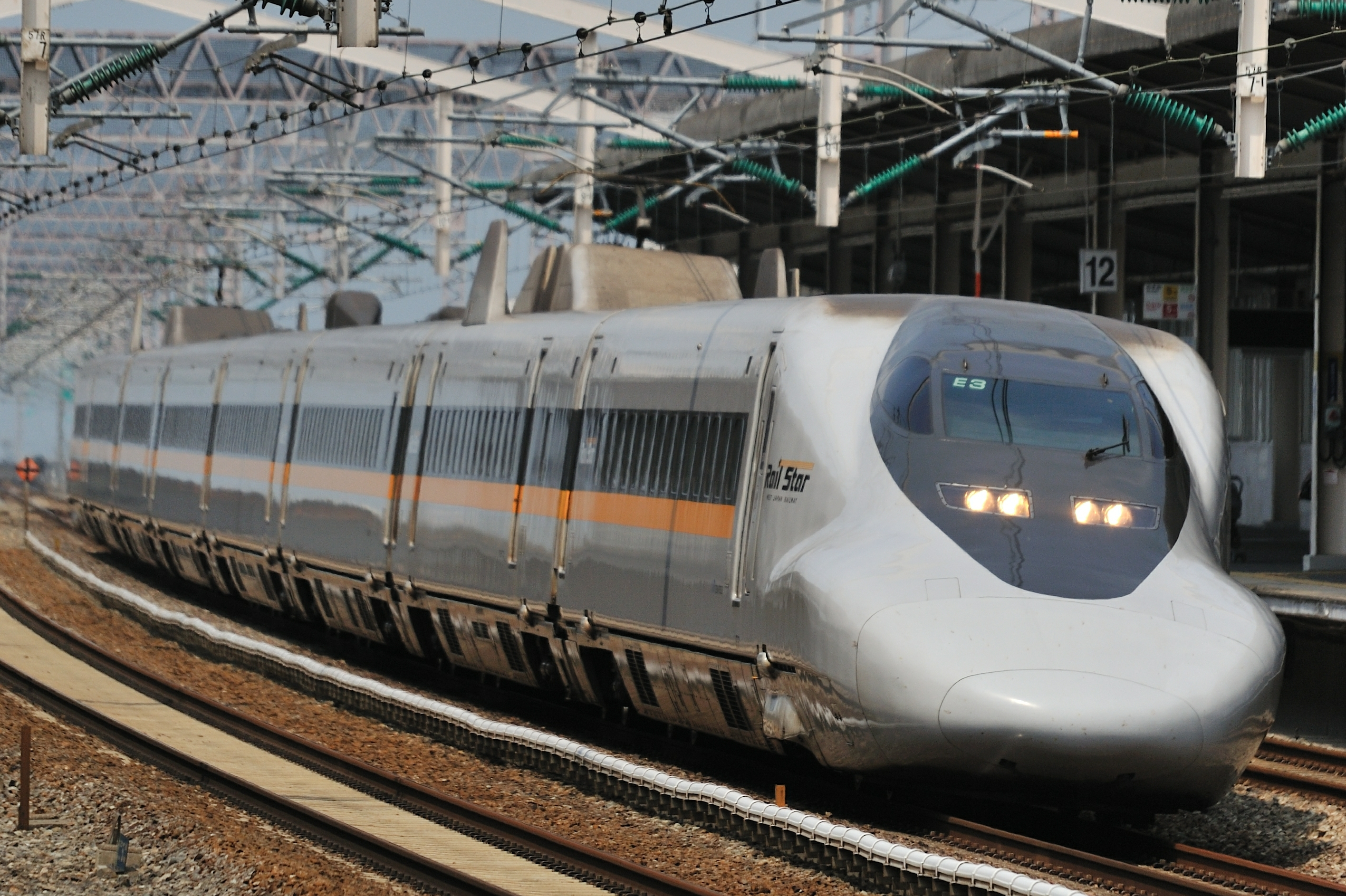
Série 700 (Hikari Rail Star).
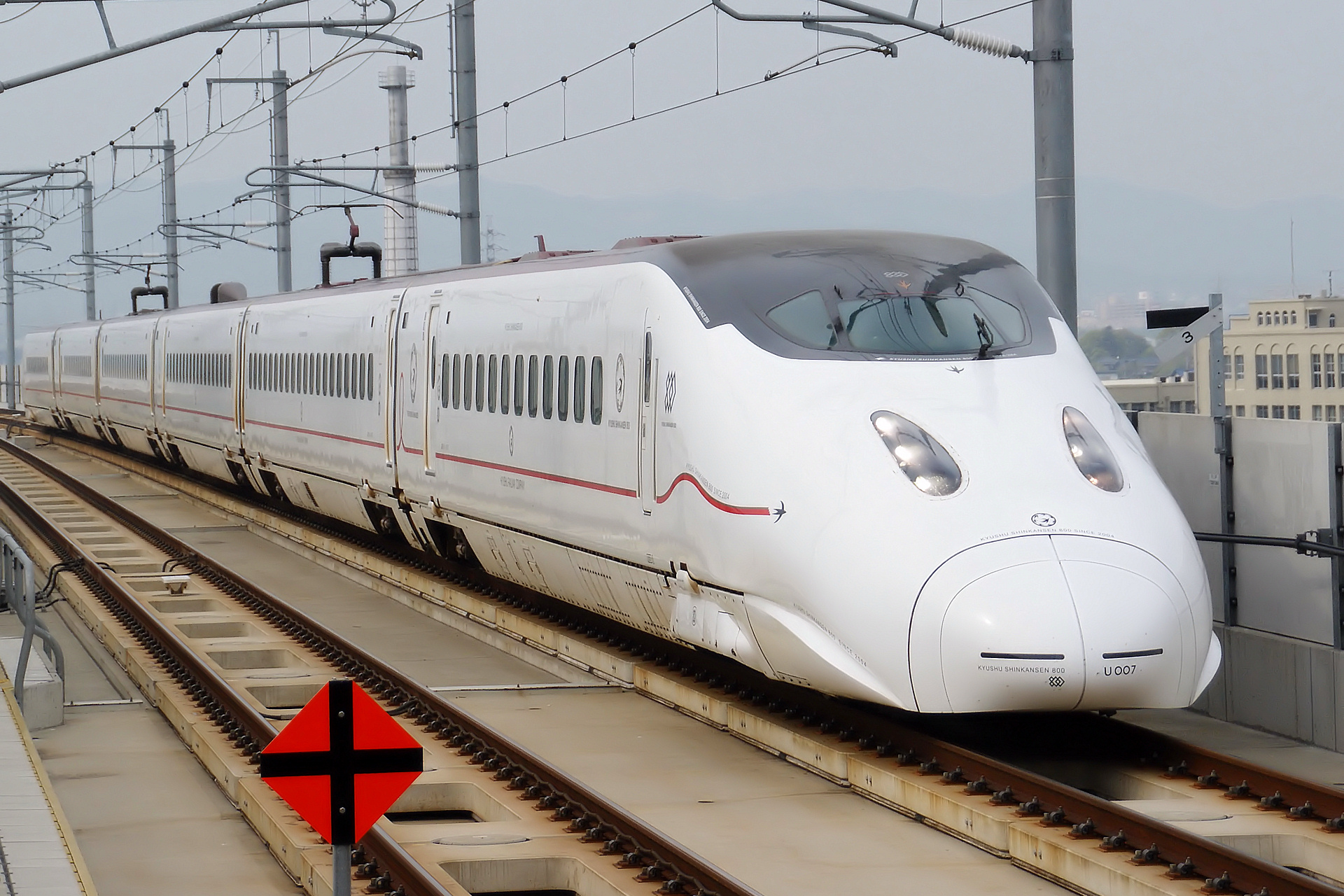
Série 800 (Tsubame).
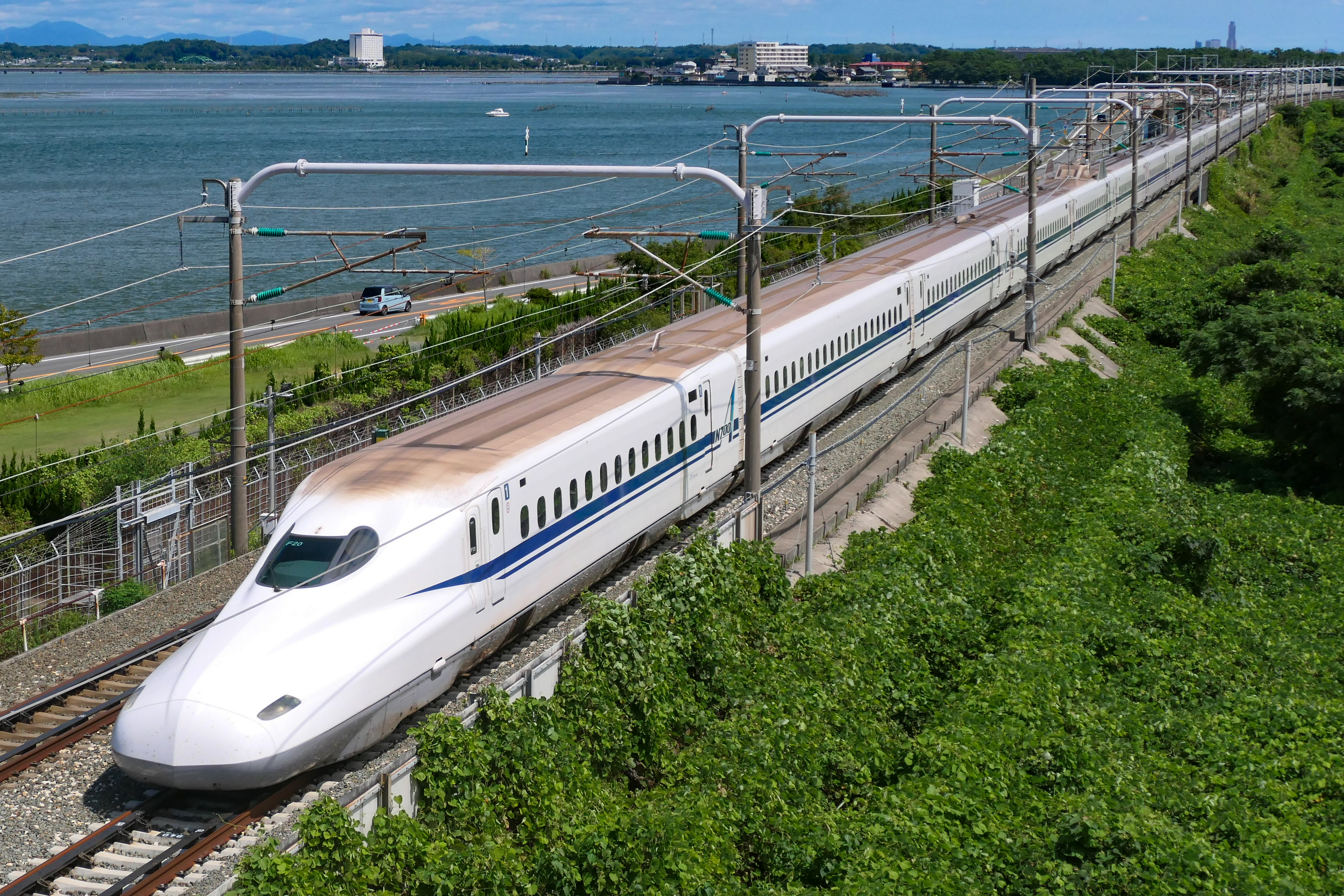
Série N700 / N700A / N700S.
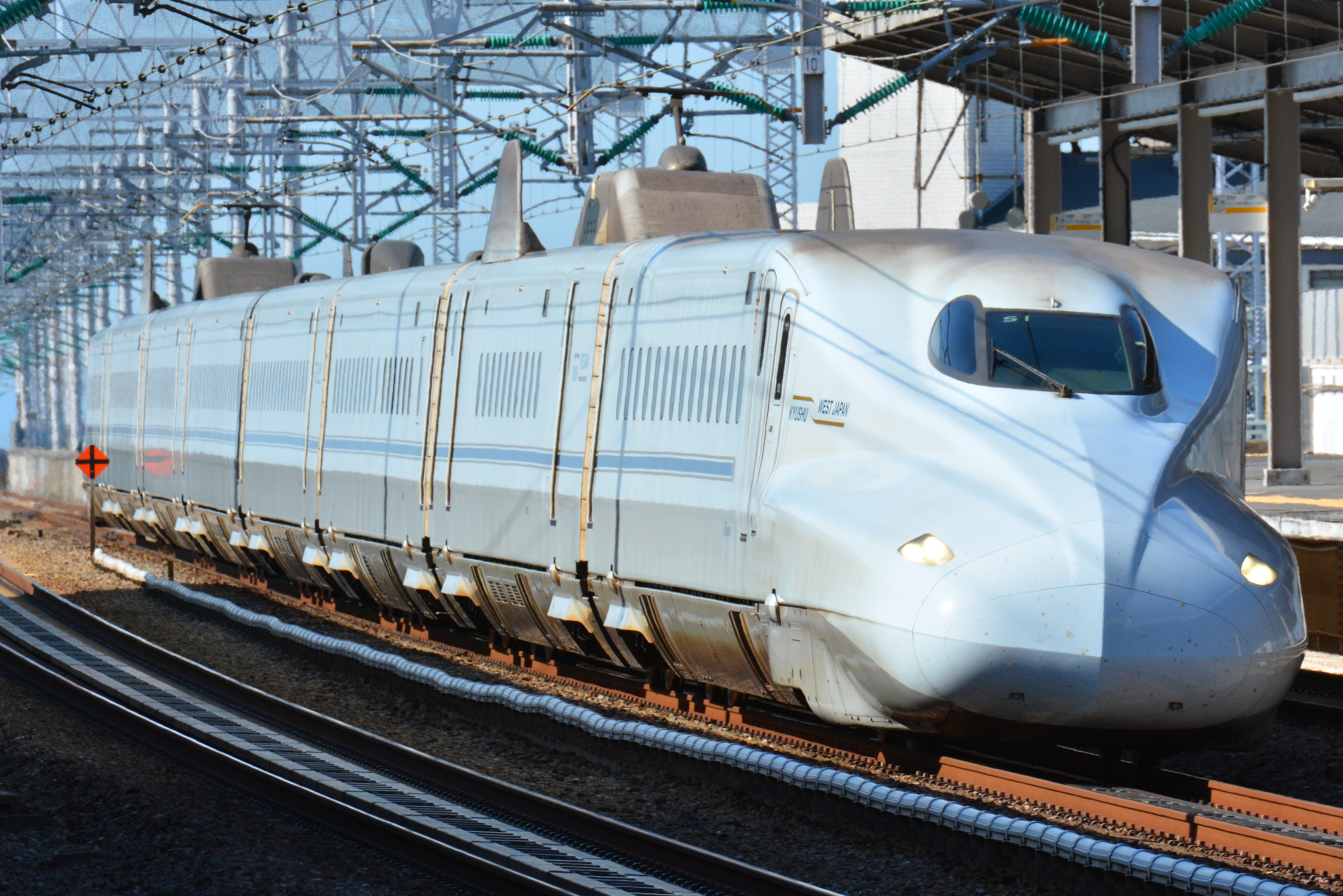
Série N700-7000 (Sakura).
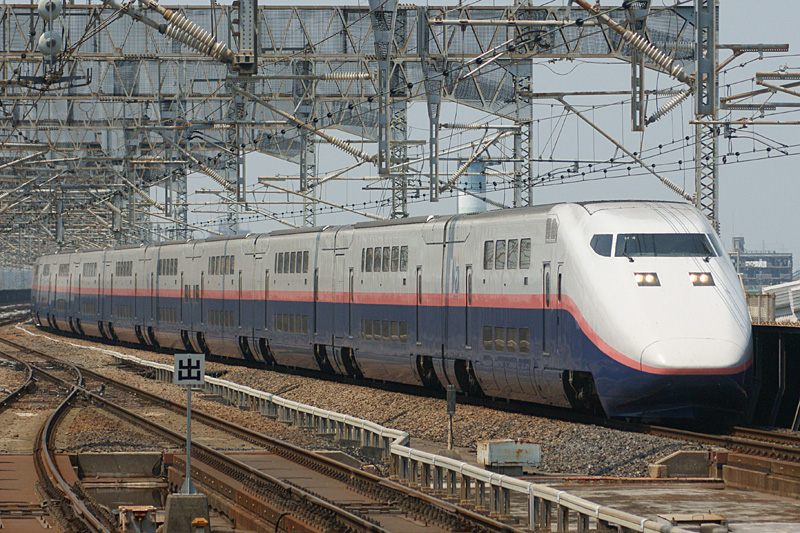
Série E1 (Max Toki).
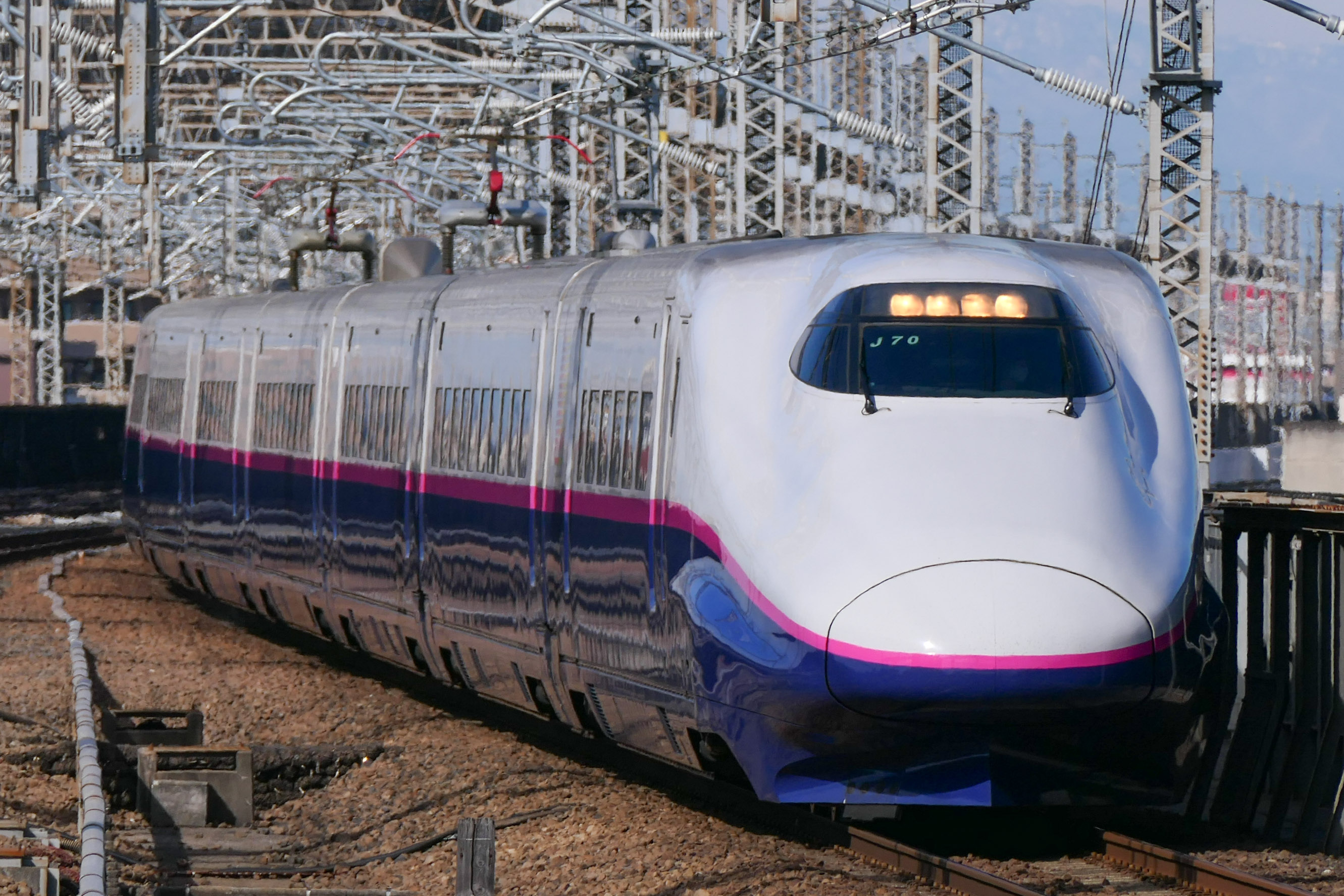
Série E2.
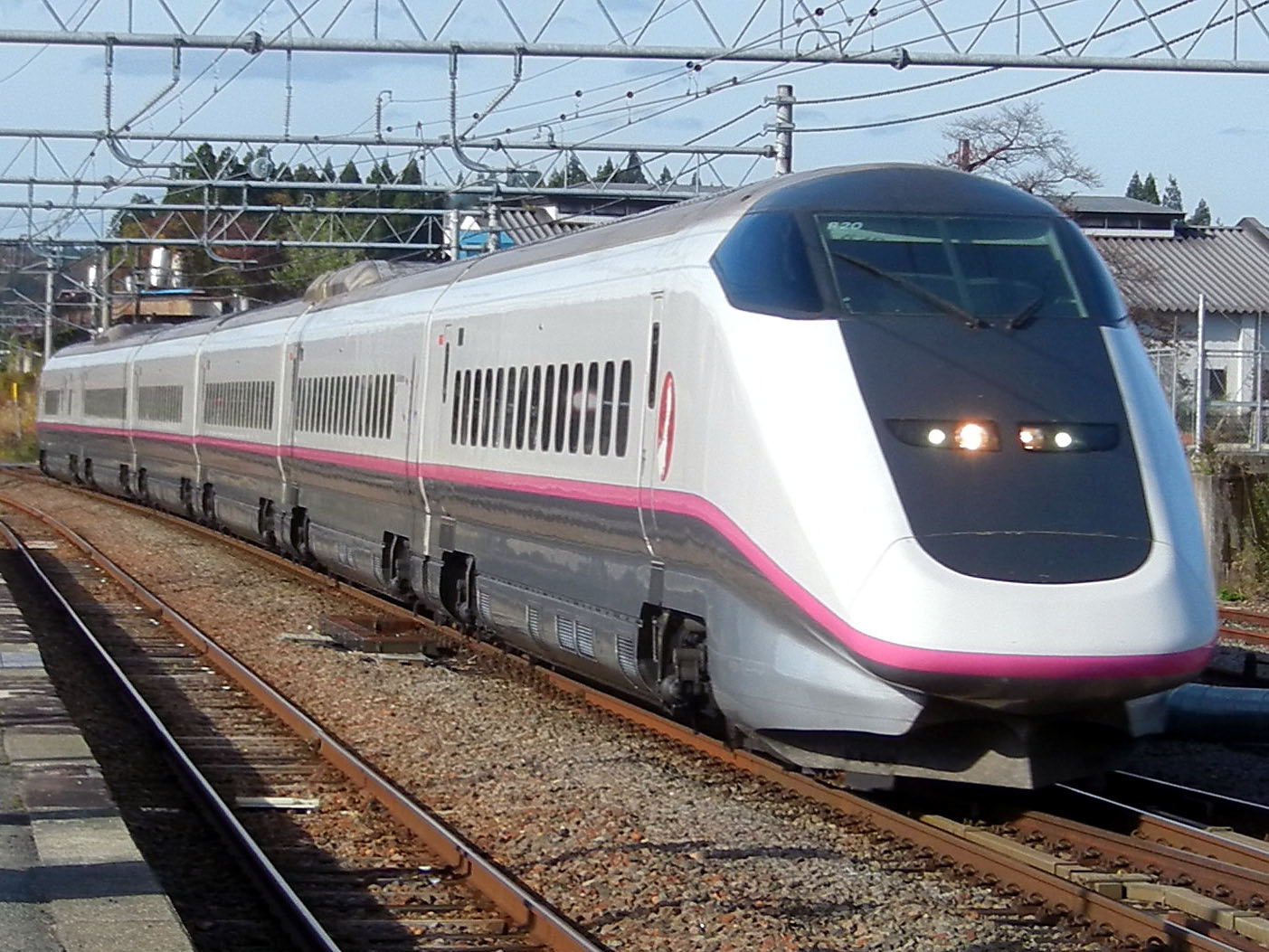
Série E3.
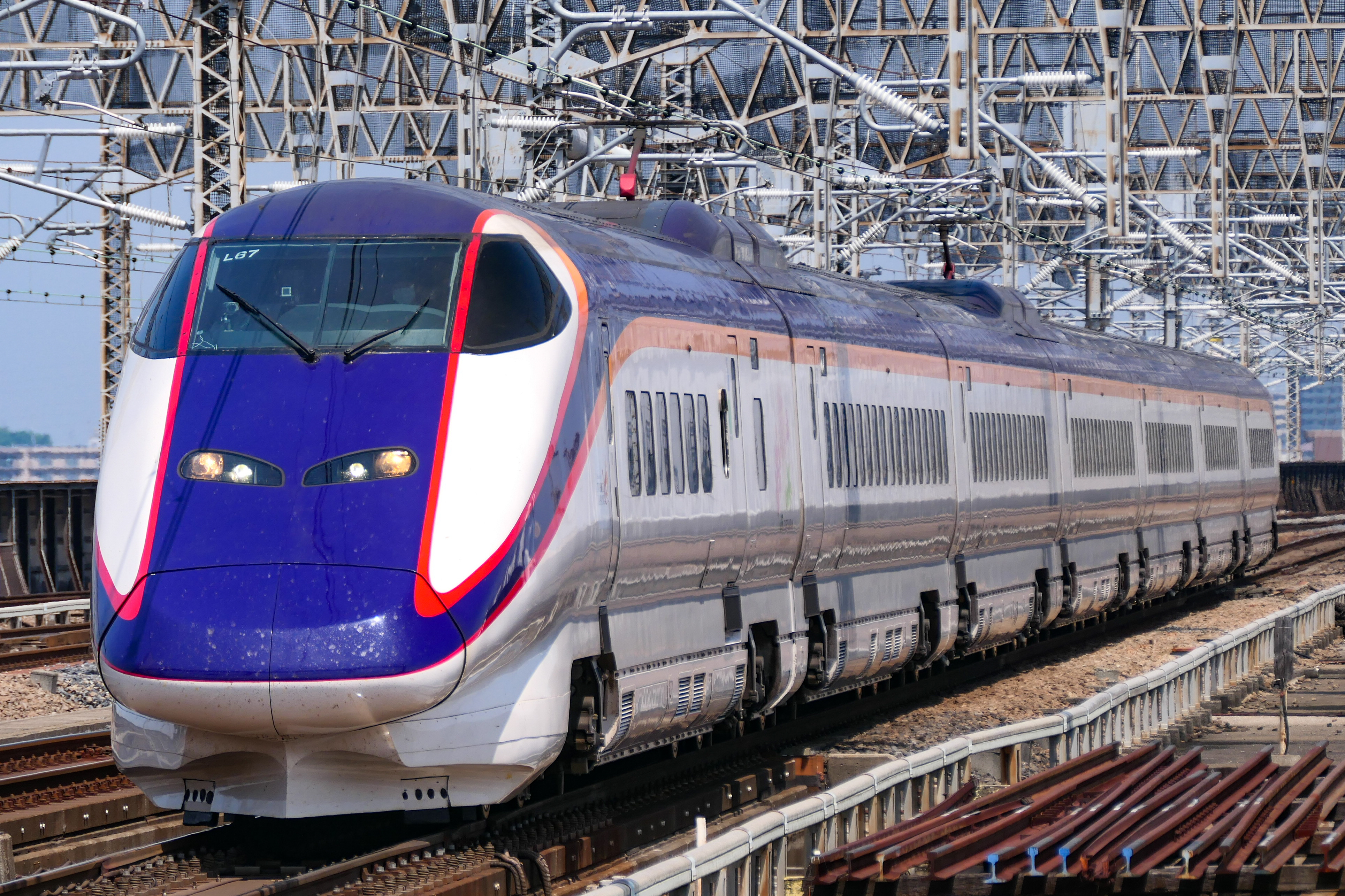
Série E3-2000 (Tsubasa).
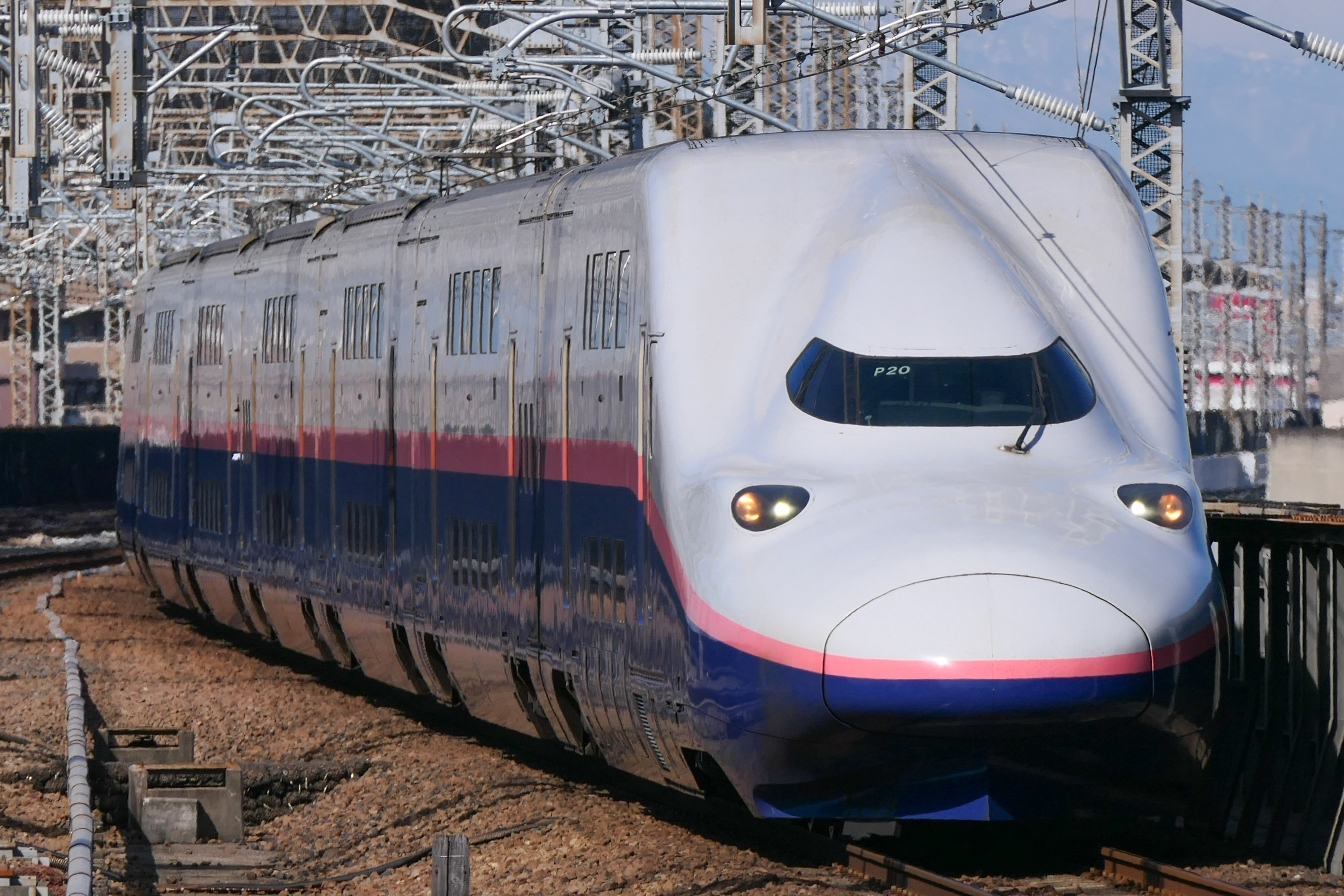
Série E4 (Max).
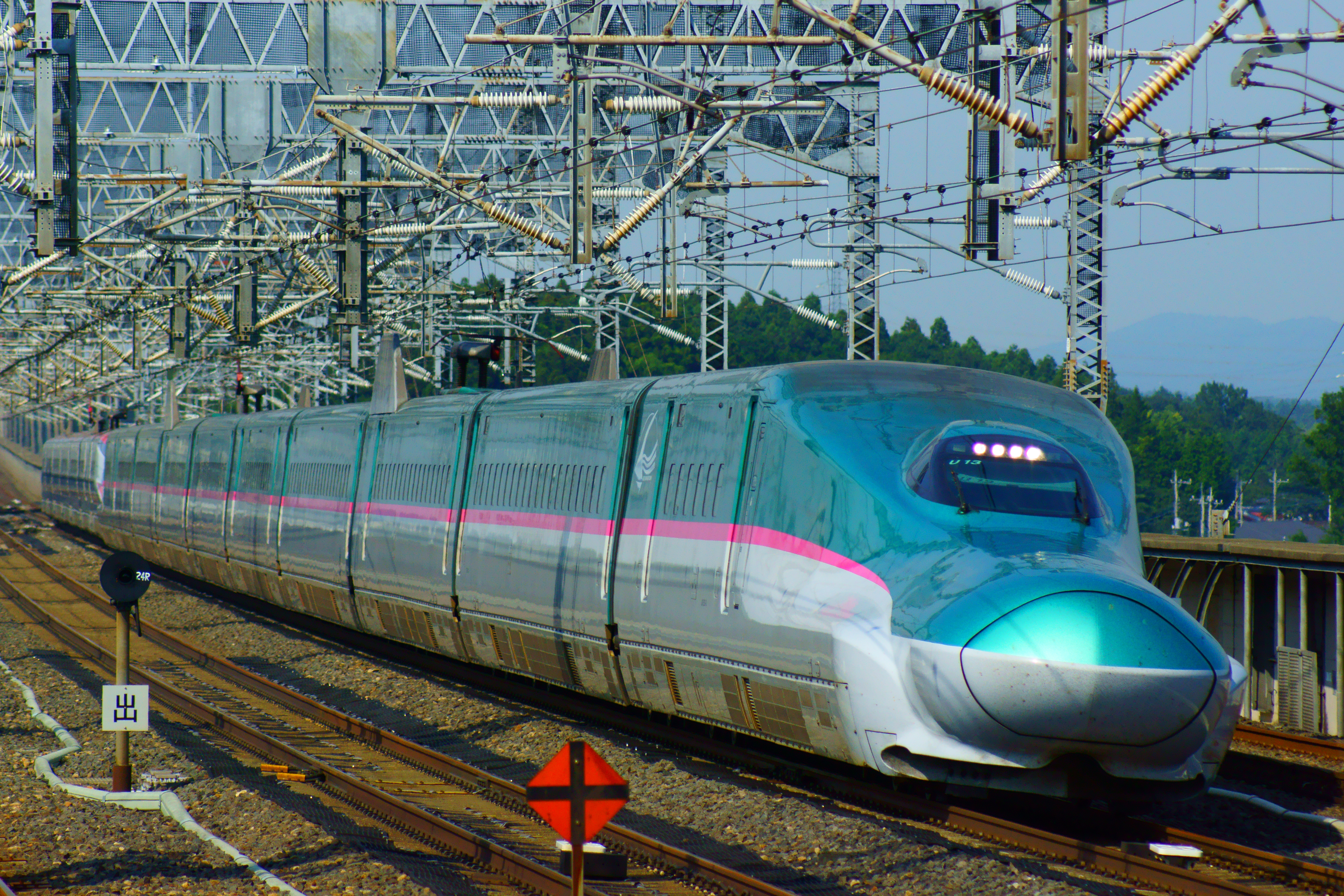
Série E5 (Hayabusa).
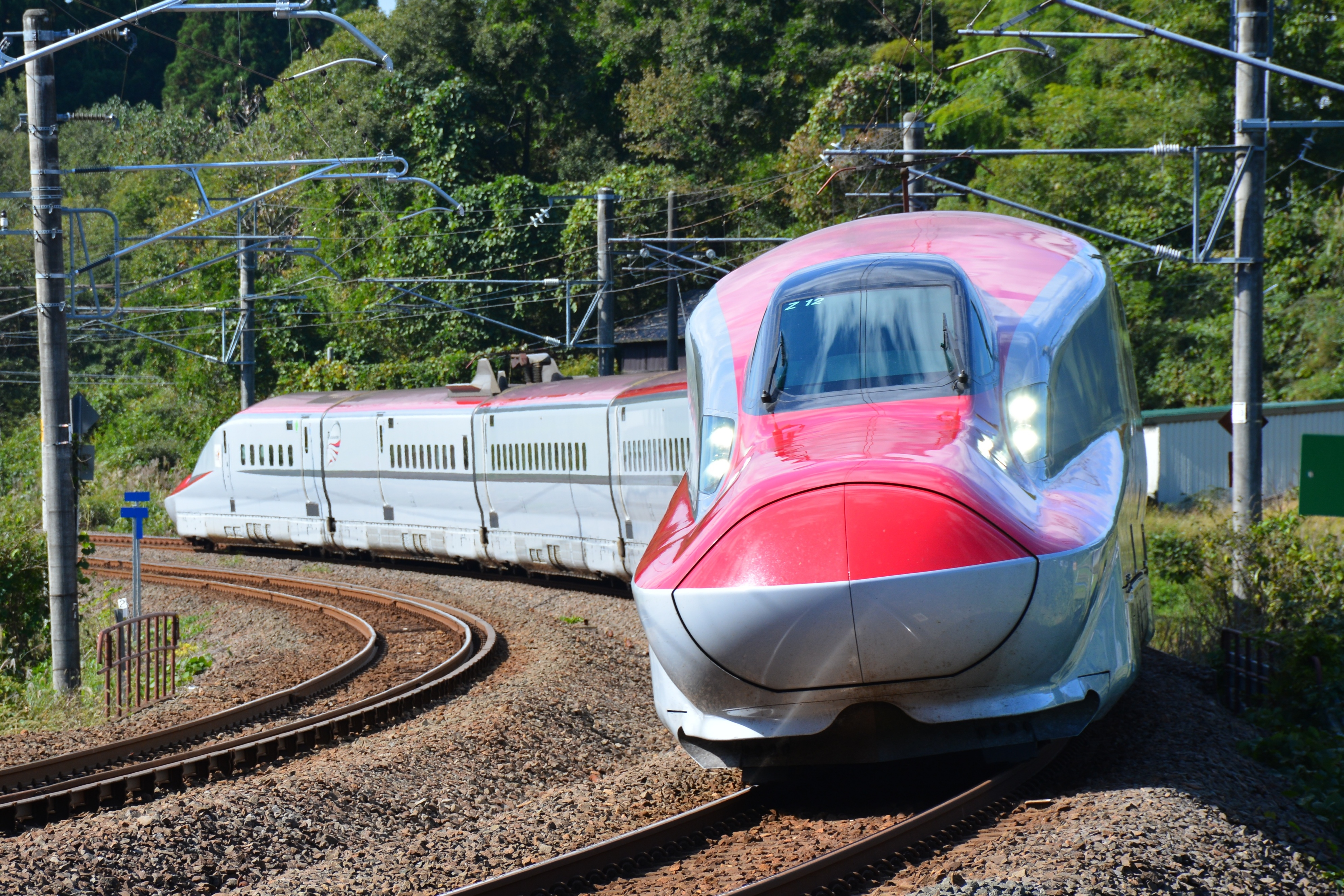
Série E6 (Komachi).
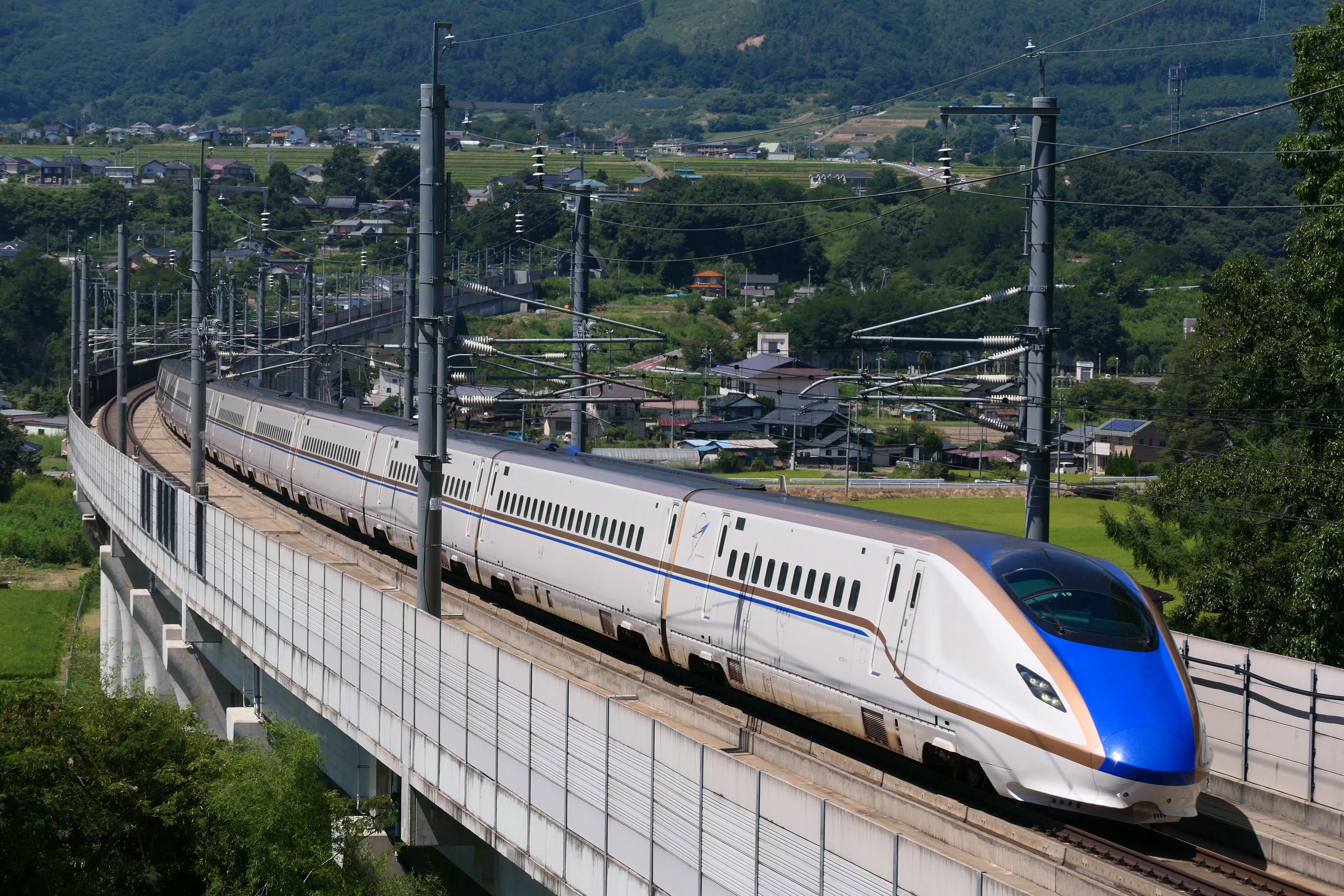
Série E7.
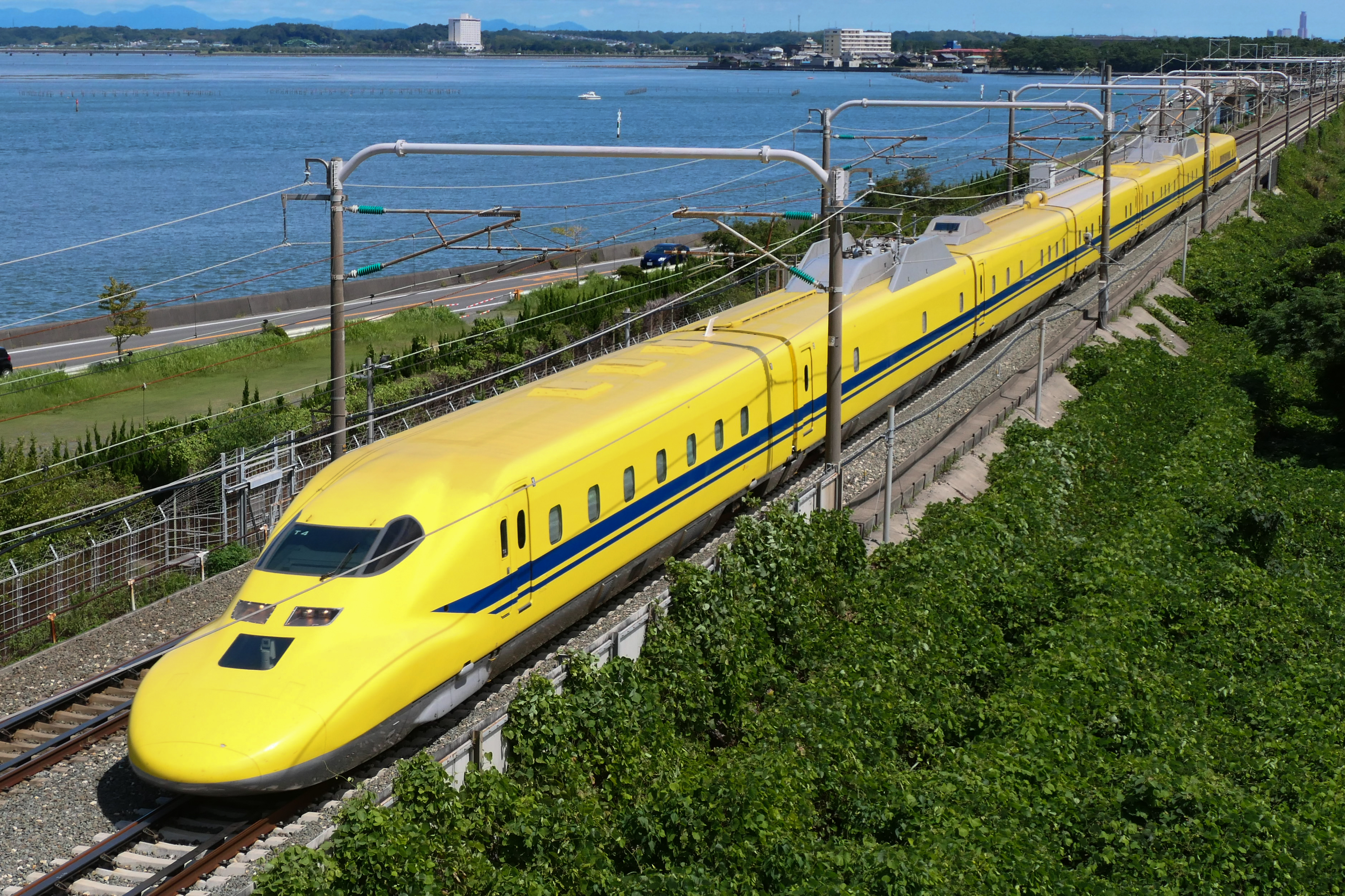
Série 923 (Doctor Yellow).
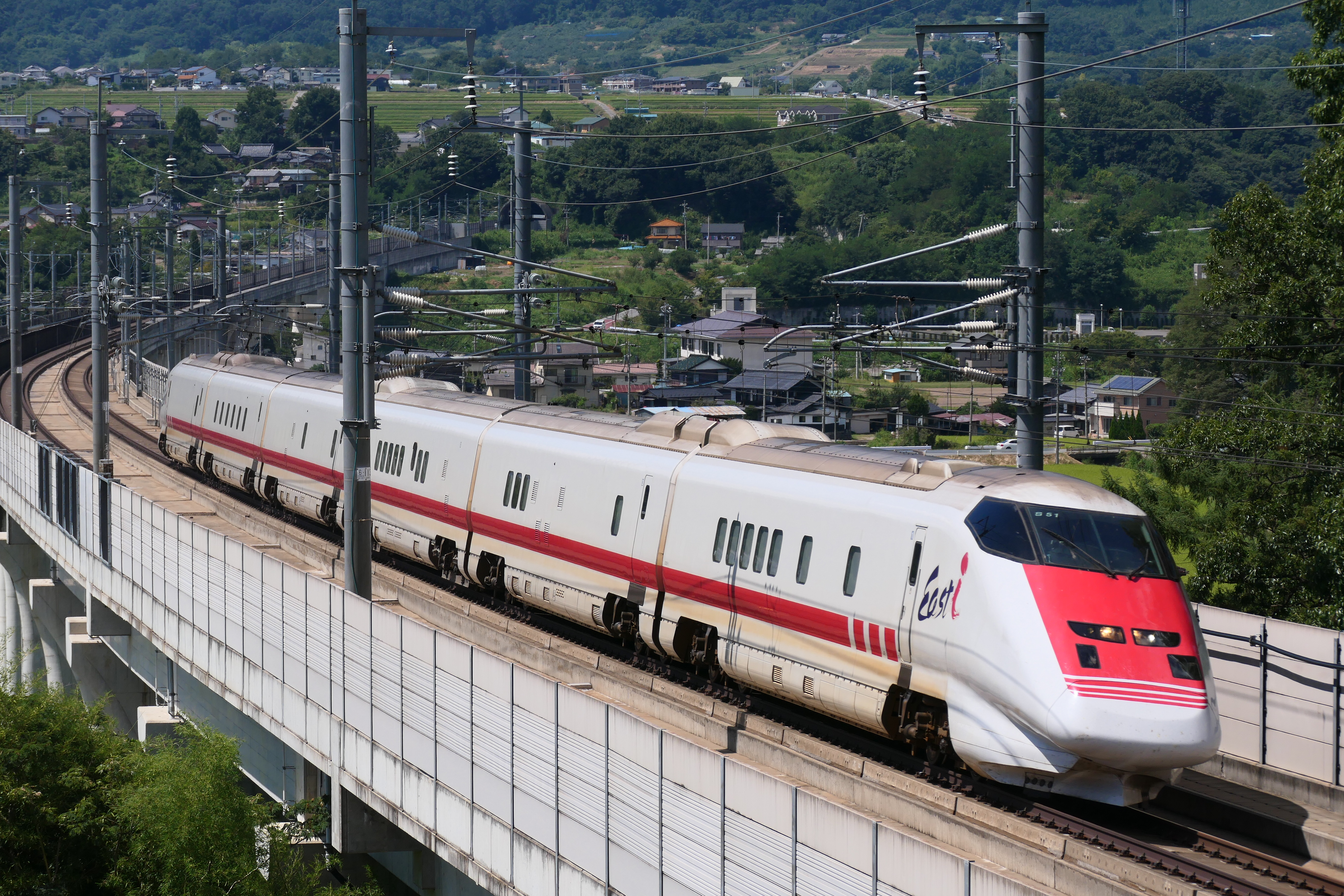
Série E926 (East i).
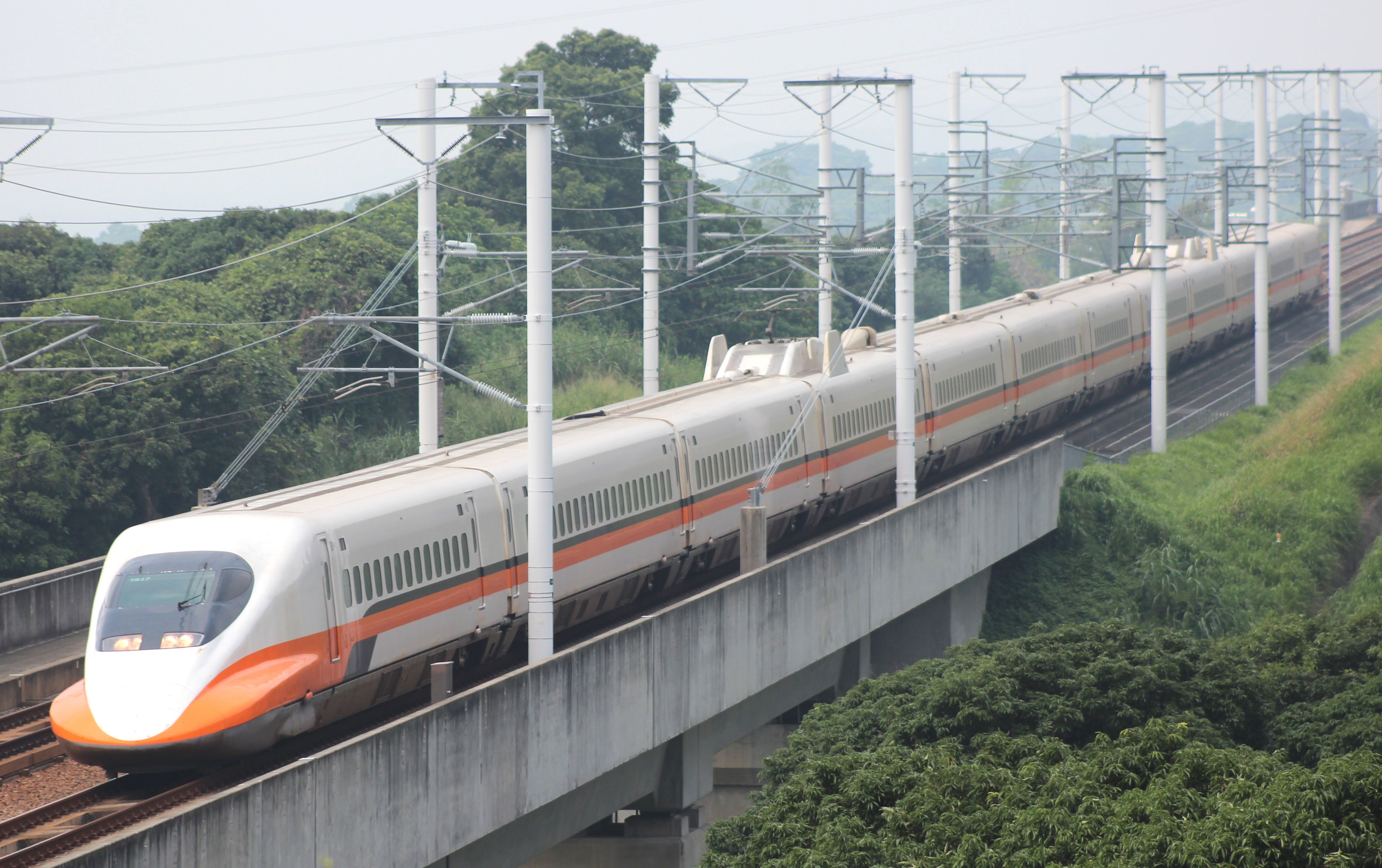
Série 700T Series (Taiwan).
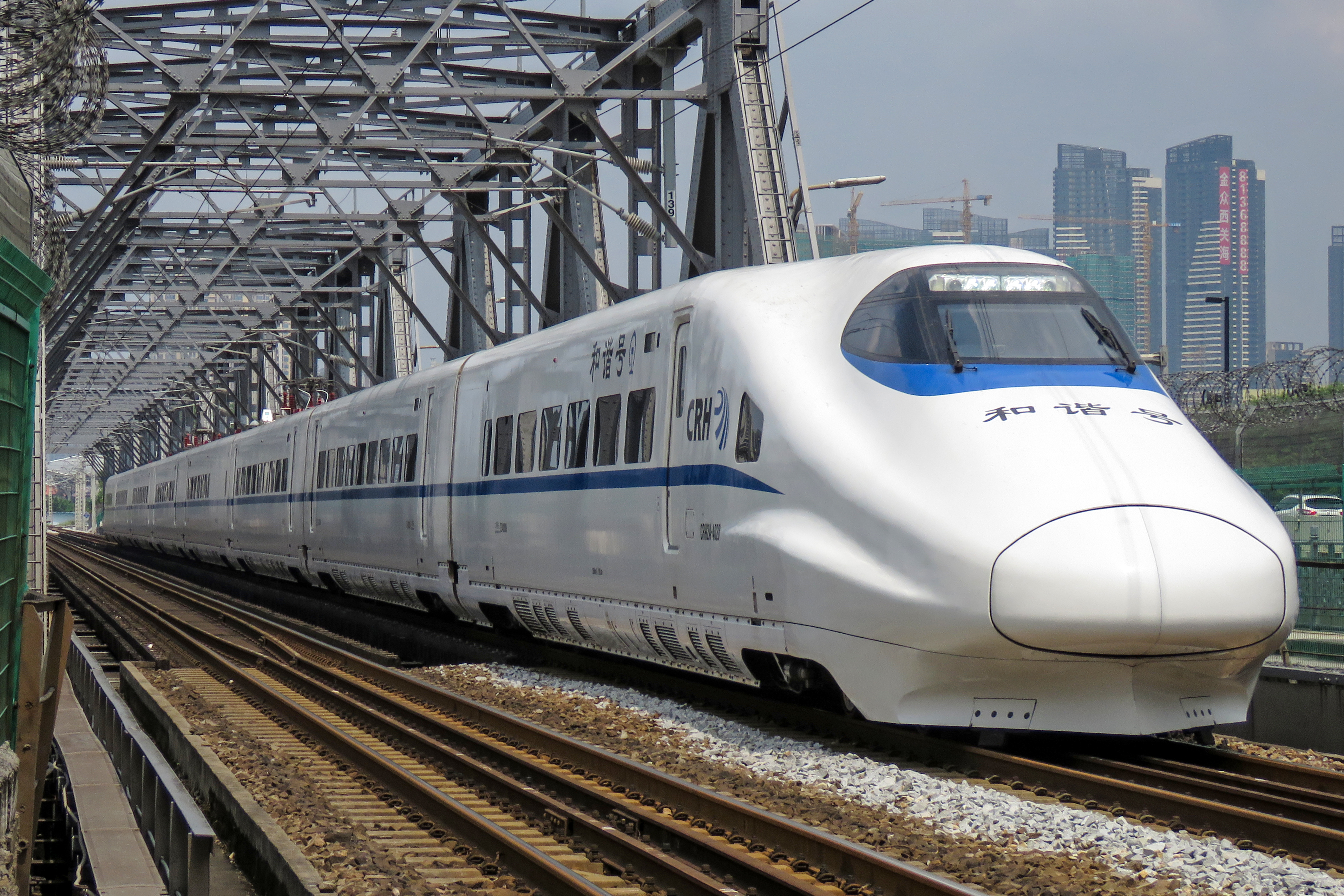
CRH2 (Chine).

## Liste des services Shinkansen (en mars 2015)
- sur la ligne Tōkaidō de Tokyo à Shin-Osaka (552,6 km - vitesse maxi 285 km/h) :
  - Kodama (こだま?, écho),
  - Hikari (ひかり?, lumière),
  - Nozomi (のぞみ?, espoir) ;
- sur la ligne Sanyō de Shin-Osaka à Hakata (622,3 km - vitesse maxi 300 km/h) :
  - Kodama,
  - Hikari,
  - Hikari Rail Star (ひかりレールスター?),
  - Mizuho (みずほ?),
  - Nozomi,
  - Sakura (さくら?, cerisier).
- sur la ligne Kyūshū de Hakata à Kagoshima (137,6 km - vitesse maxi 260 km/h) :
  - Mizuho,
  - Sakura,
  - Tsubame (つばめ?, hirondelle) ;
- sur la ligne Tōhoku de Tokyo à Shin-Aomori (631,9 km - vitesse maxi de 320 km/h) :
  - Aoba (あおば?, verdure) : ancien service suspendu,
  - Hayabusa (はやぶさ?, faucon pèlerin),
  - Hayate (はやて?, rafale),
  - Nasuno (なすの?, hauts-plateaux Nasu) et Max Nasuno,
  - Yamabiko (やまびこ?, écho) et Max Yamabiko ;
- sur les lignes Tōhoku et Yamagata de Tokyo à Shinjō (421,4 km - vitesse maxi 240 km/h) :
  - Tsubasa (つばさ?, aile) ;
- sur les lignes Tōhoku et Akita de Tokyo à Akita (662,6 km - vitesse maxi 300 km/h) :
  - Komachi (こまち?, Ono no Komachi) ;
- sur la ligne Jōetsu de Tokyo à Niigata (333,9 km - vitesse maxi 245 km/h) :
  - Asahi (あさひ?, soleil levant) et Max Asahi : anciens services suspendus,
  - Tanigawa (たにがわ?, Mont Tanigawa) et Max Tanigawa,
  - Toki (とき?, ibis nippon) et Max Toki ;
- sur la ligne Hokuriku de Tokyo à Kanazawa (452,7 km - vitesse maxi 260 km/h) :
  - Asama (あさま?, Mont Asama),
  - Kagayaki (かがやき?, éclat),
  - Hakutaka (はくたか?, buse blanche),
  - Tsurugi (つるぎ?, Mont Tsurugi).
- sur la ligne Nishi Kyūshū de Takeo-Onsen à Nagasaki (66 km - vitesse maxi 260 km/h) :
  - Kamome (かもめ, mouette).

Source : documentation JR